# 五夜講場系列
五夜講場（英語：RTHK Talk Show）是由香港電台電視部製作的一系列學術性清談節目，於港台電視31播出。節目最初於2017年首播，內容談及文史哲及性別話題等。後來於2018的第二輯，加入經濟及科學主題來替代兩性內容，及後2019、2020年亦繼續推出新一季節目，並以「哲學」、「文學」、「歷史」、「科學」及「社科」為五大主題，節目持續至2021年6月末被李百全下令叫停製作。。

## 五夜講場
第一季的「五夜講場」節目於2017年4至9月期間播出，內容談及文史哲及兩性話題等，獲得觀眾強烈迴響。當中「哲學有偈傾」及「文學放得開」兩個單元曾獲得「2017香港電視大獎—訪談節目獎」提名。

## 五夜講場 2018
2018年3月，香港電台在藝穗會舉辦節目發佈會，宣佈全新一輯《五夜講場》（即後來的《五夜講場 2018》）將於4月2日起首播。新一輯節目分為五大主題，包括「哲學有偈傾」、「歷史係咁話」、「學人講經濟」、「文學放得開」和「真係好科學」，逄星期一至五晚上11時在港台電視31及31A播出，並在港台網站及流動程式提供節目重溫。
本季節目在時間編排上及內容與第一季有所差別—
- 原有「講女時間」、「是男非男」單元被抽起，改為「學人講經濟」與「真係好科學」，分別討論經濟學與科學話題，由阮穎嫻及陳志宏主持；
- 節目編排上亦作出調動，「文學放得開」改在周四播出。

| 播映日 | 節目名稱        | 總集數 | 首播日期     | 結束日期     | 外部連結                    |
| ------ | --------------- | ------ | ------------ | ------------ | --------------------------- |
| 星期一 | 哲學有偈傾 2018 | 23     | 2018年4月2日 | 2018年9月3日 | RTHK （页面存档备份，存于） |
| 星期二 | 歷史係咁話 2018 | 23     | 2018年4月3日 | 2018年9月4日 | RTHK （页面存档备份，存于） |
| 星期三 | 學人講經濟 2018 | 23     | 2018年4月4日 | 2018年9月5日 | RTHK （页面存档备份，存于） |
| 星期四 | 文學放得開 2018 | 23     | 2018年4月5日 | 2018年9月6日 | RTHK （页面存档备份，存于） |
| 星期五 | 真係好科學 2018 | 23     | 2018年4月6日 | 2018年9月7日 | RTHK （页面存档备份，存于） |

### 哲學有偈傾 2018
由香港中文大學哲學系團隊所製作的哲學清談節目，全季共23集。
| 集數 | 日期    | 主題               | 主持 | 嘉賓                                                                      | 外部連結               |
| ---- | ------- | ------------------ | --- | ------------------------------------------------------------------------- | ---------------------- |
| 1    | 4月2日  | 知識分子有種責任?  | 吳啟超(香港中文大學哲學系高級講師) 關灝泉(香港中文大學哲學系博士生) 鄺雋文(牛津大學博士生)                                                                                          | 馬嶽(香港中文大學政治與行政學系副教授)                                    | （页面存档备份，存于） |
| 2    | 4月9日  | 風雨中抱緊自由？   | 關灝泉（香港中文大學哲學系博士生） 鄺雋文（牛津大學博士生） 洪恩（香港中文大學哲學系碩士）                                                                                          | 周保松（香港中文大學政治與行政學系副教授）                                |                        |
| 3    | 4月16日 | 死不足惜？         | 劉灝軒（香港中文大學哲學系碩士） 鄺雋文（牛津大學博士生） 李康廷（香港中文大學哲學系博士生）                                                                                        | 郭柏年（香港中文大學通識教育部講師）                                      |                        |
| 4    | 4月23日 | 我要安樂死？       | 鄺雋文（牛津大學博士生） 劉灝軒（香港中文大學哲學系碩士） 洪恩（香港中文大學哲學系碩士）                                                                                            | 區結成（香港中文大學生命倫理學中心總監）                                  |                        |
| 5    | 4月30日 | 光影哲思           | 吳啟超（香港中文大學哲學系高級講師） 鄺雋文（牛津大學博士生） 李康廷（香港中文大學哲學系博士生）                                                                                    | 陶國璋（香港中文大學哲學系客席助理教授）                                  |                        |
| 6    | 5月7日  | 從前有隻大灰狼...  | 吳啟超(香港中文大學哲學系高級講師) 李康廷(香港中文大學哲學系博士生) 許家裕(香港中文大學哲學系碩士生)                                                                                | 董啟章(作家)                                                              |                        |
| 7    | 5月14日 | 歷史講乜話         | 吳啟超(香港中文大學哲學系高級講師) 李康廷(香港中文大學哲學系博士生) 歐陽廸生(香港中文大學哲學系碩士生)                                                                              | 麥勁生(香港浸會大學歷史系教授)                                            |                        |
| 8    | 5月21日 | 小王子要長大嗎？   | 關灝泉（香港中文大學哲學系博士生） 鄺雋文（牛津大學博士生） | 周保松（香港中文大學政治與行政學系副教授） 葉德莉（香港大學中文學院助教） |                        |
| 9    | 5月28日 | 當代新儒家         | 吳啟超(香港中文大學哲學系高級講師) 鄺雋文(牛津大學博士生) 黃頌傑(香港中文大學哲學系碩士生)                                                                                          | 陶國璋(香港中文大學哲學系客席助理教授)                                    |                        |
| 10   | 6月4日  | 民主會戰勝歸來？   | 關灝泉(香港中文大學哲學系博士生) 洪恩(香港中文大學哲學系碩士) | 王邦華(香港中文大學通識教育基礎課程講師) 許寶強(流動共學執委)             |                        |
| 11   | 6月11日 | 造反有理？         | 李敬恆(明愛專上學院人文及語言學院高級講師) 關灝泉(香港中文大學哲學系博士生) 洪恩(香港中文大學哲學系碩士)                                                                            | 陳祖為(香港大學政治與公共行政學系教授)                                    |                        |
| 12   | 6月18日 | 行俠江湖           | 吳啟超（香港中文大學哲學系高級講師） 李敬恆（明愛專上學院人文及語言學院高級講師） 關灝泉（香港中文大學哲學系博士生）                                                                | 喬靖夫（作家）                                                            |                        |
| 13   | 6月25日 | 絕望的自由         | 吳啟超（香港中文大學哲學系高級講師） 李敬恆（明愛專上學院人文及語言學院高級講師） 關灝泉（香港中文大學哲學系博士生） 許家裕（香港中文大學哲學系碩士生）                             | /                                                                         |                        |
| 14   | 7月2日  | 對面的馬克思看過來 | 關灝泉（香港中文大學哲學系博士生） 李敬恆（明愛專上學院人文及語言學院高級講師） 洪恩（香港中文大學哲學系碩士）                                                                      | 李達寧（民間學院課程統籌）                                                |                        |
| 15   | 7月9日  | 當建築遇上哲學     | 吳啟超（香港中文大學哲學系高級講師） 李康廷（香港中文大學哲學系博士生） | 歐暉（建築師/香港大學建築系助理教授） 梁嘉榆（建築愛好者）                |                        |
| 16   | 7月16日 | 教而不善           | 關灝泉(香港中文大學哲學系博士生) 李敬恒(明愛專上學院人文及語言學院高級講師) 劉灝軒(香港中文大學哲學系碩士) 甘朗賢(香港中文大學哲學系碩士生)                                         | /                                                                         |                        |
| 17   | 7月23日 | 有教無類           | 楊俊賢(柏林洪堡大學/倫敦國王學院博士生) 李康廷(香港中文大學哲學系博士生) 李敬恒(明愛專上學院人文及語言學院高級講師) 劉灝軒(香港中文大學哲學系碩士) 甘朗賢(香港中文大學哲學系碩士生) | /                                                                         |                        |
| 18   | 7月30日 | 索爆後現代         | 楊俊賢(柏林洪堡大學/倫敦國王學院博士生) 李敬恒(明愛專上學院人文及語言學院高級講師) 李康廷(香港中文大學哲學系博士生) 許家裕(香港中文大學哲學系碩士)                                  | /                                                                         |                        |
| 19   | 8月6日  | 愛是懷疑           | 鄺雋文(牛津大學博士生) 楊俊賢(柏林洪堡大學/倫敦國王學院博士生) 劉灝軒(香港中文大學哲學系碩士) 黎家樂(香港中文大學哲學系碩士)                                                        | /                                                                         |                        |
| 20   | 8月13日 | 也許相對很難       | 鄺雋文(牛津大學博士生) 楊俊賢(柏林洪堡大學/倫敦國王學院博士生) 劉灝軒(香港中文大學哲學系碩士) 黎家樂(香港中文大學哲學系碩士)                                                        | /                                                                         |                        |
| 21   | 8月20日 | 每當變幻時         | 楊俊賢(柏林洪堡大學/倫敦國王學院博士生) 李康廷(香港中文大學哲學系博士生) 吳啟超(香港中文大學哲學系高級講師)                                                                         | 黃秋生（演員）                                                            |                        |
| 22   | 8月27日 | 時間觀念           | 楊俊賢(柏林洪堡大學/倫敦國王學院博士生) 鄺雋文(牛津大學博士生) | 張錦青(香港中文大學哲學系教授) 郭柏年(香港中文大學哲學系高級講師)         |                        |
| 23   | 9月3日  | 哲學的邊界         | 吳啟超(香港中文大學哲學系高級講師) 李敬恒(明愛專上學院人文及語言學院高級講師) 李康廷(香港中文大學哲學系博士生) 楊俊賢(柏林洪堡大學/倫敦國王學院博士生)                              | /                                                                         |                        |

### 歷史係咁話 2018
| 集數 | 日期    | 主題             | 主持 | 嘉賓                                                                             | 外部連結               |
| ---- | ------- | ---------------- | --- | -------------------------------------------------------------------------------- | ---------------------- |
| 1    | 4月3日  | 永鎮江山萬萬年   | 曾卓然(嶺南大學中文系哲學博士) 譚家齊(香港浸會大學歷史系助理教授) 范永聰(香港浸會大學歷史系一級講師) 羅婉嫻(香港浸會大學歷史系二級講師) 羅樂然(澳門大學歷史系客座導師) | /                                                                                | （页面存档备份，存于） |
| 2    | 4月10日 | 冰鎮江山萬萬年？ | 曾卓然(嶺南大學中文系哲學博士) 譚家齊(香港浸會大學歷史系助理教授) 范永聰(香港浸會大學歷史系一級講師) 羅婉嫻(香港浸會大學歷史系二級講師) 羅樂然(澳門大學歷史系客座導師) | /                                                                                |                        |
| 3    | 4月17日 | 遠別秦城萬里游   | 曾卓然(嶺南大學中文系哲學博士) 譚家齊(香港浸會大學歷史系助理教授) 范永聰(香港浸會大學歷史系一級講師) 羅婉嫻(香港浸會大學歷史系二級講師) 羅樂然(澳門大學歷史系客座導師) | /                                                                                |                        |
| 4    | 4月24日 | 按圖索驥術難靈   | 曾卓然(嶺南大學中文系哲學博士) 譚家齊(香港浸會大學歷史系助理教授) 范永聰(香港浸會大學歷史系一級講師) 羅婉嫻(香港浸會大學歷史系二級講師) 羅樂然(澳門大學歷史系客座導師) | /                                                                                |                        |
| 5    | 5月1日  | 緹騎蒼黃遍九關   | 曾卓然(嶺南大學中文系哲學博士) 譚家齊(香港浸會大學歷史系助理教授) 范永聰(香港浸會大學歷史系一級講師) 羅婉嫻(香港浸會大學歷史系二級講師)                                | 何家騏(香港教育大學社會科學系助理教授)                                           |                        |
| 6    | 5月8日  | 自古牢獄不通風   | 曾卓然(嶺南大學中文系哲學博士) 譚家齊(香港浸會大學歷史系助理教授) 范永聰(香港浸會大學歷史系一級講師) 羅婉嫻(香港浸會大學歷史系二級講師)                                | 吳海傑(香港大學法學院助理教授及中國法律中心主任)                                 |                        |
| 7    | 5月15日 | 刀槍不如萬國法   | 曾卓然(嶺南大學中文系哲學博士) 譚家齊(香港浸會大學歷史系助理教授) 羅樂然(澳門大學歷史系客座導師)                                                                       | 林學忠(香港城市大學中文及歷史學系高級導師)                                       |                        |
| 8    | 5月22日 | 傷心枕上三更雨   | 曾卓然(嶺南大學中文系哲學博士) 譚家齊(香港浸會大學歷史系助理教授) 范永聰(香港浸會大學歷史系一級講師) 羅婉嫻(香港浸會大學歷史系二級講師) 羅樂然(澳門大學歷史系客座導師) | /                                                                                |                        |
| 9    | 5月29日 | 問世間情為何物   | 曾卓然(嶺南大學中文系哲學博士) 譚家齊(香港浸會大學歷史系助理教授) 范永聰(香港浸會大學歷史系一級講師) 羅婉嫻(香港浸會大學歷史系二級講師)                                | 盧嘉琪(香港城市大學中文及歷史學系一級導師)                                       |                        |
| 10   | 6月5日  | 君仁臣忠史中傳   | 曾卓然(嶺南大學中文系哲學博士) 譚家齊(香港浸會大學歷史系助理教授) 范永聰(香港浸會大學歷史系一級講師)                                                                   | 梁偉基(香港中文大學歷史系哲學博士)                                               |                        |
| 11   | 6月12日 | 蹴鞠場邊萬人看   | 曾卓然(嶺南大學中文系哲學博士) 譚家齊(香港浸會大學歷史系助理教授) 范永聰(香港浸會大學歷史系一級講師) 羅樂然(澳門大學歷史系客座導師)                                    | 麥勁生(香港浸會大學歷史系教授)                                                   |                        |
| 12   | 6月19日 | 誰傳唐虞夏商周   | 曾卓然(嶺南大學中文系哲學博士) 譚家齊(香港浸會大學歷史系助理教授) 范永聰(香港浸會大學歷史系一級講師)                                                                   | 陳嘉禮(香港浸會大學歷史系講師)                                                   |                        |
| 13   | 6月26日 | 瀟瀟雨歇抬望眼   | 曾卓然(嶺南大學中文系哲學博士) 譚家齊(香港浸會大學歷史系助理教授) 羅婉嫻(香港浸會大學歷史系二級講師)                                                                   | 何冠環(中國宋史研究會副會長)                                                     |                        |
| 14   | 7月3日  | 城廓雖存人換盡   | 曾卓然(嶺南大學中文系哲學博士) 譚家齊(香港浸會大學歷史系助理教授) 范永聰(香港浸會大學歷史系一級講師)                                                                   | 張偉國(香港樹仁大學歷史系教授)                                                   |                        |
| 15   | 7月10日 | 嶺南殘月照碉樓   | 曾卓然(嶺南大學中文系哲學博士) 譚家齊(香港浸會大學歷史系助理教授) 羅婉嫻(香港浸會大學歷史系二級講師)                                                                   | 黎東耀(珠海學院建築系副教授)                                                     |                        |
| 16   | 7月17日 | 虎踞龍盤今勝昔   | 曾卓然(嶺南大學中文系哲學博士) 譚家齊(香港浸會大學歷史系助理教授) 羅婉嫻(香港浸會大學歷史系二級講師)                                                                   | 徐頌雯(香港城市大學建築學及土木工程學系助理教授)                                 |                        |
| 17   | 7月24日 | 風蕭蕭兮易水寒   | 曾卓然(嶺南大學中文系哲學博士) 譚家齊(香港浸會大學歷史系助理教授) 范永聰(香港浸會大學歷史系一級講師) 羅婉嫻(香港浸會大學歷史系二級講師) 羅樂然(澳門大學歷史系客座導師) | /                                                                                |                        |
| 18   | 7月31日 | 可憐三世不復仇   | 曾卓然(嶺南大學中文系哲學博士) 譚家齊(香港浸會大學歷史系助理教授) 范永聰(香港浸會大學歷史系一級講師) 羅婉嫻(香港浸會大學歷史系二級講師) 羅樂然(澳門大學歷史系客座導師) | /                                                                                |                        |
| 19   | 8月7日  | 上主國度永久長   | 曾卓然(嶺南大學中文系哲學博士) 譚家齊(香港浸會大學歷史系助理教授) 范永聰(香港浸會大學歷史系一級講師)                                                                   | 盧龍光(香港中文大學崇基學院神學院客席教授)                                       |                        |
| 20   | 8月14日 | 採風問俗周詳甚   | 曾卓然(嶺南大學中文系哲學博士) 羅婉嫻(香港浸會大學歷史系二級講師) | 黃文江(香港浸會大學歷史系副教授) 李靄慈(香港社會發展回顧項目-企業及社區歷史經理) |                        |
| 21   | 8月21日 | 明珠海上傳星氣   | 曾卓然(嶺南大學中文系哲學博士) 范永聰(香港浸會大學歷史系一級講師) 羅樂然(澳門大學歷史系客座導師)                                                                       | 陳家怡(布里斯托大學歷史系博士研究生) 朱維理(布里斯托大學歷史系博士研究生)        |                        |
| 22   | 8月28日 | 科目能堪值幾錢   | 曾卓然(嶺南大學中文系哲學博士) 譚家齊(香港浸會大學歷史系助理教授) 范永聰(香港浸會大學歷史系一級講師) 羅婉嫻(香港浸會大學歷史系二級講師)                                | 張樂翔(香港科技大學人文學部助理教授)                                             |                        |
| 23   | 9月4日  | 官倉老鼠大如斗   | 曾卓然(嶺南大學中文系哲學博士) 譚家齊(香港浸會大學歷史系助理教授) 范永聰(香港浸會大學歷史系一級講師) 羅婉嫻(香港浸會大學歷史系二級講師)                                | 朱維理(布里斯托大學歷史系博士研究生)                                             |                        |

### 學人講經濟 2018
以經濟學角度，討論社會現象、解釋個人行為、以至國際大勢。
| 集數 | 日期    | 主題                | 主持 | 嘉賓                                                                            | 外部連結               | RTHK Podcast           |
| ---- | ------- | ------------------- | --- | ------------------------------------------------------------------------------- | ---------------------- | ---------------------- |
| 1    | 4月4日  | 經濟學講呢啲        | 阮穎嫻（香港大學經濟及工商管理學院助理講師） 黃健明（香港浸會大學工商管理學院經濟系講師） 渾水（財經專欄作者） 劉正（專欄作者）                                 | /                                                                               | （页面存档备份，存于） | （页面存档备份，存于） |
| 2    | 4月11日 | 你其實唔理性        | 阮穎嫻（香港大學經濟及工商管理學院助理講師） 黃健明（香港浸會大學工商管理學院經濟系講師） 渾水（財經專欄作者） 劉正（專欄作者）                                 | 周恩誌（香港中文大學經濟系講師）                                                | （页面存档备份，存于） |                        |
| 3    | 4月18日 | 創科紀              | 阮穎嫻（香港大學經濟及工商管理學院助理講師） 渾水（財經專欄作者） 劉正（專欄作者）                                                                              | 王柏林（麻省理工學院經濟系博士生） 李勁華（香港創科公司創辦人）                 | （页面存档备份，存于） |                        |
| 4    | 4月25日 | 收入不均 ‧ 心有不甘 | 阮穎嫻（香港大學經濟及工商管理學院助理講師） 黃健明（香港浸會大學工商管理學院經濟系講師） 劉正（專欄作者）                                                      | 呂漢光（嶺南大學市場及國際企業學系教授）                                        | （页面存档备份，存于） |                        |
| 5    | 5月2日  | 愛的方程式          | 阮穎嫻（香港大學經濟及工商管理學院助理講師） 劉正（專欄作者）                                                                                                   | 孫柏文（獅子山學會董事） 查映嵐（評論人）                                       | （页面存档备份，存于） |                        |
| 6    | 5月9日  | 黃牛之亂            | 阮穎嫻（香港大學經濟及工商管理學院助理講師） 黃健明（香港浸會大學工商管理學院經濟系講師） 渾水（財經專欄作者） 劉正（專欄作者）                                 | /                                                                               | （页面存档备份，存于） |                        |
| 7    | 5月16日 | 土地大辯論          | 阮穎嫻（香港大學經濟及工商管理學院助理講師） 渾水（財經專欄作者） 劉正（專欄作者）                                                                              | 姚松炎（房產研究中心創辦人）                                                    | （页面存档备份，存于） |                        |
| 8    | 5月23日 | 婚姻是一種邪教？    | 阮穎嫻（香港大學經濟及工商管理學院助理講師） 劉正（專欄作者）                                                                                                   | 莊太量（香港中文大學經濟系副教授） 何式凝（香港大學社會工作及社會行政學系教授） | （页面存档备份，存于） |                        |
| 9    | 5月30日 | 經濟不似預期        | 阮穎嫻（香港大學經濟及工商管理學院助理講師） 黃健明（香港浸會大學工商管理學院經濟系講師） 渾水（財經專欄作者） 陸尚勤（香港浸會大學工商管理學院經濟系助理教授） | /                                                                               | （页面存档备份，存于） |                        |
| 10   | 6月6日  | BB保你大            | 阮穎嫻（香港大學經濟及工商管理學院助理講師） 黃健明（香港浸會大學工商管理學院經濟系講師） 劉正（專欄作者）                                                      | 黃宇昆（教育心理學家）                                                          | （页面存档备份，存于） |                        |
| 11   | 6月13日 | 貿易‧戰爭？         | 阮穎嫻（香港大學經濟及工商管理學院助理講師） 陸尚勤（香港浸會大學工商管理學院經濟系助理教授） 蔡子熙（工商管理碩士） 渾水（財經專欄作家）                       | 胡東安（經濟師）                                                                | （页面存档备份，存于） |                        |
| 12   | 6月20日 | Blockchain幣唔幣    | 阮穎嫻（香港大學經濟及工商管理學院助理講師） 黃健明（香港浸會大學工商管理學院經濟系講師） 劉正（專欄作者）                                                      | 李思聰（軟件公司合夥人）                                                        | （页面存档备份，存于） |                        |
| 13   | 6月27日 | 左而不膠？          | 阮穎嫻（香港大學經濟及工商管理學院助理講師） 劉正（專欄作者）                                                                                                   | 朱凱廸（立法會議員） 譚蕙芸（香港中文大學新聞與傳播學院講師）                   | （页面存档备份，存于） |                        |
| 14   | 7月4日  | 自由萬歲            | 阮穎嫻（香港大學經濟及工商管理學院助理講師） | 王于漸（香港大學經濟及工商管理學院講座教授） 陳冠中（作家）                     |                        |                        |
| 15   | 7月11日 | 求田問舍            | 阮穎嫻（香港大學經濟及工商管理學院助理講師） 渾水（財經專欄作者） 劉正（專欄作者）                                                                              | 田北俊（自由黨榮譽主席）                                                        | （页面存档备份，存于） |                        |
| 16   | 7月18日 | 去非洲掘金          | 阮穎嫻（香港大學經濟及工商管理學院助理講師） 蔡子熙（工商管理碩士） 倪敏慧（財經專欄作者）                                                                      | 杜子中（企業家）                                                                |                        |                        |
| 17   | 7月25日 | 決戰雷神            | 阮穎嫻（香港大學經濟及工商管理學院助理講師） 蔡子熙（工商管理碩士） 劉正（專欄作者）                                                                            | 雷鼎鳴（香港科技大學經濟系兼任教授）                                            |                        |                        |
| 18   | 8月1日  | 怪獸大學            | 阮穎嫻（香港大學經濟及工商管理學院助理講師） 劉正（專欄作者）                                                                                                   | 盧安迪（史丹福大學經濟系博士生） 王慧麟（高教公民召集人）                       |                        |                        |
| 19   | 8月8日  | 貧窮．發展．硬道理  | 阮穎嫻（香港大學經濟及工商管理學院助理講師） 陸尚勤（香港浸會大學工商管理學院經濟系助理教授）                                                                   | 陳念聰（施達基金會董事） 黃浩倫（嶺南大學經濟系助理教授）                       | （页面存档备份，存于） |                        |
| 20   | 8月15日 | 關公駕到            | 阮穎嫻（香港大學經濟及工商管理學院助理講師） 劉正（專欄作者） 倪敏慧（財經專欄作者）                                                                            | 羅永聰（公關顧問）                                                              | （页面存档备份，存于） |                        |
| 21   | 8月22日 | 經濟學人講歷史      | 阮穎嫻（香港大學經濟及工商管理學院助理講師） 劉正（專欄作者）                                                                                                   | 陳婷（香港浸會大學工商管理學院經濟系助理教授）                                  | （页面存档备份，存于） |                        |
| 22   | 8月29日 | 專業有錢途          | 阮穎嫻（香港大學經濟及工商管理學院助理講師） 劉正（專欄作者）                                                                                                   | 任建峰（律師） 林作（前大律師）                                                 | （页面存档备份，存于） |                        |
| 23   | 9月5日  | 陶說本土            | 阮穎嫻（香港大學經濟及工商管理學院助理講師） 劉正（專欄作者）                                                                                                   | 陶傑（專欄作家）                                                                | （页面存档备份，存于） |                        |

### 文學放得開 2018
是香港電台製作的文化清談節目，作家及香港文學館總策展人鄧小樺聯同文學界好友，天南地北，暢談文學趣聞，拓濶觀眾對文學的視野。全輯共23集，羅志華監製。
| 集數 | 播映日期 | 主題             | 主持                                                                       | 嘉賓                                                                                         | 收看節目               |
| 1    | 4月5日   | 何韻詩夢遊仙境   | 鄧小樺(香港文學館總策展人/作家) 洪曉嫻(詩人) 查映嵐 (評論人)               | 何韻詩(歌手)                                                                                 | （页面存档备份，存于） |
| 2    | 4月12日  | 孩子與詩         | 鄧小樺(香港文學館總策展人/作家) 廖偉棠(作家)                               | 雄仔叔叔(詩人/說故事人) 劉芷韻(詩人/編劇)                                                    | （页面存档备份，存于） |
| 3    | 4月19日  | 動漫有文學       | 鄧小樺(香港文學館總策展人/作家) 米哈(作家)                                 | 江康泉(漫畫家) 黃嘉瀛(藝術家)                                                                | （页面存档备份，存于） |
| 4    | 4月26日  | 跳脫西遊記       | 鄧小樺(香港文學館總策展人/作家) 米哈(作家)                                 | 黃嘉瀛(藝術家) 陳煒舜(香港中文大學中國語言及文學系副教授)                                    | （页面存档备份，存于） |
| 5    | 5月3日   | 文人與海         | 鄧小樺(香港文學館總策展人/作家) 米哈(作家) 洪曉嫻(詩人) 查映嵐(評論人)     | —                                                                                            | （页面存档备份，存于） |
| 6    | 5月10日  | 感嘆紅樓夢       | 鄧小樺(香港文學館總策展人/作家)                                            | 曹疏影(詩人/傳媒人) 張婉雯(作家)                                                             | （页面存档备份，存于） |
| 7    | 5月17日  | 範文會戰勝歸來   | 鄧小樺(香港文學館總策展人/作家) 黃嘉瀛(藝術家)                             | Miss Pun (Youtuber) 呂永佳(詩人/中文科科主任)                                                | （页面存档备份，存于） |
| 8    | 5月24日  | 這就是《1984》   | 鄧小樺(香港文學館總策展人/作家) 洪曉嫻(詩人)                               | 吳志森(傳媒人) 戚振宇(端傳媒副總編輯)                                                        | （页面存档备份，存于） |
| 9    | 5月31日  | 熱愛尼采         | 鄧小樺(香港文學館總策展人/作家) 廖偉棠(作家)                               | 黃國鉅(浸會大學人文及創作系副教授) 張歷君(香港中文大學文化及宗教研究系助理教授) 千邦(音樂人) | （页面存档备份，存于） |
| 10   | 6月7日   | 記得古龍         | 鄧小樺(香港文學館總策展人/作家) 米哈(作家)                                 | 喬靖夫(武俠作家) 鄧烱榕(《號外》主編)                                                        | （页面存档备份，存于） |
| 11   | 6月14日  | 粵難愈愛         | 鄧小樺(香港文學館總策展人/作家) 查映嵐(評論人)                             | 歐陽偉豪(前大學講師) 陳鴻輝(廣東話面書專頁管理員)                                            | （页面存档备份，存于） |
| 12   | 6月21日  | 思念劉以鬯       | 鄧小樺(香港文學館總策展人/作家)                                            | 葉輝(作家/資深媒體人) 張婉雯(作家) 潘國靈(作家)                                              | （页面存档备份，存于） |
| 13   | 6月28日  | 超現實主義       | 鄧小樺(香港文學館總策展人/作家) 查映嵐(評論人) 廖偉棠(作家) 黃嘉瀛(藝術家) | 張歷君(香港中文大學文化及宗教研究系助理教授)                                                 | （页面存档备份，存于） |
| 14   | 7月5日   | 最後的才女       | 鄧小樺(香港文學館總策展人/作家) 米哈(作家)                                 | 王迪詩(作家) 游清源(資深傳媒人)                                                              | （页面存档备份，存于） |
| 15   | 7月12日  | 書展你想點       | 鄧小樺(香港文學館總策展人/作家) 查映嵐(評論人) 廖偉棠(作家)                | 李達寧(獨立書店負責人)                                                                       | （页面存档备份，存于） |
| 16   | 7月19日  | 文學哲學恩怨情仇 | 鄧小樺(香港文學館總策展人/作家) 米哈(作家)                                 | 關灝泉(香港中文大學哲學系博士生) 李康廷(香港中文大學哲學系博士生)                            | （页面存档备份，存于） |
| 17   | 7月26日  | 自己故事自己寫   | 鄧小樺(香港文學館總策展人/作家) 米哈(作家)                                 | 董啟章(作家) 胡境陽(編劇)                                                                    | （页面存档备份，存于） |
| 18   | 8月2日   | 文學花道         | 鄧小樺(香港文學館總策展人/作家) 查映嵐(評論人) 廖偉棠(作家) 洪曉嫻(詩人)   | 梁偉怡(池坊花道家)                                                                           | （页面存档备份，存于） |
| 19   | 8月9日   | 迷離幽艷李商隱   | 鄧小樺(香港文學館總策展人/作家)                                            | 鄭單衣(詩人) 黃鈺螢(詩人) 陳煒舜(香港中文大學中國語言及文學系副教授)                         | （页面存档备份，存于） |
| 20   | 8月16日  | 天上人間李後主   | 鄧小樺(香港文學館總策展人/作家) 廖偉棠(作家)                               | 黃鈺螢(詩人) 陳煒舜(香港中文大學中國語言及文學系副教授)                                      | （页面存档备份，存于） |
| 21   | 8月23日  | 文學禁不住       | 鄧小樺(香港文學館總策展人/作家) 洪曉嫻(詩人)                               | 韓麗珠(作家) 黃裕邦(詩人/香港教育大學講師) 楊慧儀(香港浸會大學翻譯課程副教授)                | （页面存档备份，存于） |
| 22   | 8月30日  | 文青博物館       | 鄧小樺(香港文學館總策展人/作家)                                            | 關夢南(詩人/資深編輯)) 李思汝(多媒體創作人)沐羽(文學評論人)                                  | （页面存档备份，存于） |
| 23   | 9月6日   | 書無可輸         | 鄧小樺(香港文學館總策展人/作家) 廖偉棠(作家)                               | 梁文道(文化評論人)                                                                           | （页面存档备份，存于） |

### 真係好科學 2018
| 集數 | 日期    | 主題             | 主持 | 嘉賓                                                                            | 外部連結               |
| ---- | ------- | ---------------- | --- | ------------------------------------------------------------------------------- | ---------------------- |
| 1    | 4月6日  | 孤獨的地球人?    | 陳志宏（香港大學理學院講師） 陳文豪（香港教育大學科學與環境學系助理教授） 馬學綸（香港中文大學微生物學系博士） 張恆鏘（香港中文大學通識教育基礎課程講師）                                | /                                                                               | （页面存档备份，存于） |
| 2    | 4月13日 | A.I.來了         | 陳志宏(香港大學理學院講師) 江啟明(香港中文大學通識教育基礎課程講師) 王家其(美國康奈爾大學應用物理學博士) 張澤松(香港城市大學電子工程學系副教授)                                          | /                                                                               |                        |
| 3    | 4月20日 | 與A.I.共存       | 陳志宏(香港大學理學院講師) 江啟明(香港中文大學通識教育基礎課程講師) 王家其(美國康奈爾大學應用物理學博士) 張澤松(香港城市大學電子工程學系副教授)                                          | /                                                                               |                        |
| 4    | 4月27日 | 生命起源         | 陳志宏(香港大學理學院講師) 陳文豪(香港教育大學科學與環境學系助理教授) 吳家亮(香港中文大學通識教育基礎課程講師) 盧駿揚(香港中文大學通識教育基礎課程講師)                                  | /                                                                               |                        |
| 5    | 5月4日  | 關你腸事         | 陳志宏(香港大學理學院講師) 張恆鏘(香港中文大學通識教育基礎課程講師) 吳家亮(香港中文大學通識教育基礎課程講師) 馬學綸(香港中文大學微生物學系博士)                                          | /                                                                               |                        |
| 6    | 5月11日 | 宇宙學唔難學？   | 陳志宏（香港大學理學院講師） 陳文豪（香港教育大學科學與環境學系助理教授） 余海峯（香港大學理學院助理講師） 馬學綸（香港中文大學微生物學系博士）                                          | /                                                                               |                        |
| 7    | 5月18日 | 不老傳說         | 陳志宏(香港大學理學院講師) 張恆鏘(香港中文大學通識教育基礎課程講師) 盧駿揚(香港中文大學通識教育基礎課程講師) 江啟明(香港中文大學通識教育基礎課程講師)                                    | /                                                                               |                        |
| 8    | 5月25日 | 大腦迷宮         | 陳志宏(香港大學理學院講師) 吳家亮(香港中文大學通識教育基礎課程講師) 司徒偉文(香港中文大學通識教育基礎課程講師)                                                                           | 袁孟豪(仁安醫院腦神經科顧問醫生)                                                |                        |
| 9    | 6月1日  | 滅世武器         | 陳志宏(香港大學理學院講師) 馬學綸(香港中文大學微生物學系博士) 江啟明(香港中文大學通識教育基礎課程講師)                                                                                   | 麥嘉慧(香港大學理學院講師)                                                      |                        |
| 10   | 6月8日  | 能源多面睇       | 陳志宏(香港大學理學院講師) 江啟明(香港中文大學通識教育基礎課程講師) 盧駿揚(香港中文大學通識教育基礎課程講師) 陳文豪(香港教育大學科學與環境學系助理教授)                                  | /                                                                               |                        |
| 11   | 6月15日 | 我有一個航天夢   | 陳志宏(香港大學理學院講師) 馬學綸(香港中文大學微生物學系博士) | 許如藝(美國亞利桑那州立大學講座教授)                                            |                        |
| 12   | 6月22日 | 醉人的科學       | 陳志宏(香港大學理學院講師) 馬學綸(香港中文大學微生物學系博士) | 王建鈞(香港理工大學專業進修學院客席講師) 李明(香港中文大學通識教育基礎課程講師) |                        |
| 13   | 6月29日 | 意識的形態       | 陳志宏(香港大學理學院講師) 江啟明(香港中文大學通識教育基礎課程講師) 陳文豪(香港教育大學科學與環境學系助理教授)                                                                           | 劉克頑(香港大學心理學系副教授)                                                  |                        |
| 14   | 7月6日  | 重返冥古宙       | 陳志宏(香港大學理學院講師) 陳文豪(香港教育大學科學與環境學系助理教授) 吳家亮(香港中文大學通識教育基礎課程講師) 盧駿揚(香港中文大學通識教育基礎課程講師)                                  | 戴沛權(香港中文大學地球系統科學課程助理教授)                                    |                        |
| 15   | 7月13日 | 疫苗攻防戰       | 陳志宏(香港大學理學院講師) 江啟明(香港中文大學通識教育基礎課程講師) 馬學綸(香港中文大學微生物學系博士) 張恆鏘(香港中文大學通識教育基礎課程講師)                                          | /                                                                               |                        |
| 16   | 7月20日 | 時空旅行         | 陳志宏(香港大學理學院講師) 陳文豪(香港教育大學科學與環境學系助理教授) 馬學綸(香港中文大學微生物學系博士) 張恆鏘(香港中文大學通識教育基礎課程講師)                                        | /                                                                               |                        |
| 17   | 7月27日 | 再見珊瑚蟲？     | 陳志宏（香港大學理學院講師） 吳家亮（香港中文大學通識教育基礎課程講師） 崔佩怡（香港中文大學生命科學學院講師）                                                                           | 伍澤賡（香港中文大學李福善海洋研究中心研究副教授）                              |                        |
| 18   | 8月3日  | 量子世界         | 陳志宏（香港大學理學院講師） 吳家亮（香港中文大學通識教育基礎課程講師） 馬學綸（香港中文大學微生物學系博士） 陳文豪（香港教育大學科學與環境學系助理教授）                                | /                                                                               |                        |
| 19   | 8月10日 | 改寫生命說明書   | 陳志宏(香港大學理學院講師) 馬學綸(香港中文大學微生物學系博士) 吳家亮(香港中文大學通識教育基礎課程講師) 盧駿揚(香港中文大學通識教育基礎課程講師) 張恆鏘(香港中文大學通識教育基礎課程講師) | /                                                                               |                        |
| 20   | 8月17日 | 尋找人類起源     | 陳志宏(香港大學理學院講師) 馬學綸(香港中文大學微生物學系博士) 吳家亮(香港中文大學通識教育基礎課程講師) 盧駿揚(香港中文大學通識教育基礎課程講師)                                          | /                                                                               |                        |
| 21   | 8月24日 | 揾食艱難         | 陳志宏(香港大學理學院講師) 張恆鏘(香港中文大學通識教育基礎課程講師) 馬學綸(香港中文大學微生物學系博士)                                                                                   | 劉海龍(香港中文大學農業發展組創辦人)                                            |                        |
| 22   | 8月31日 | 螞蟻之城         | 陳志宏(香港大學理學院講師) 崔佩怡(香港中文大學生命科學學院講師) 馬學綸(香港中文大學微生物學系博士)                                                                                       | 李灝(香港大學生物科學學院博士生)                                                |                        |
| 23   | 9月7日  | 有水散水無水撲水 | 陳志宏（香港大學理學院講師） 馬學綸（香港中文大學微生物學系博士） 江啟明（香港中文大學通識教育基礎課程講師）                                                                             | 徐婷芳（香港大學土木工程系助理教授）                                            |                        |

## 五夜講場 2019
2019年4月，香港電台再次推出新一季的「五夜講場」節目，當中第二輯的「學人講經濟」單元「升呢」成為「學人串社科」，知識範疇拓展到更大的社會科學層面，加入來自社會學、政治學、心理學、傳理學等不同學術範疇的嘉賓與主持。
| 播映日 | 節目名稱        | 總集數 | 首播日期     | 結束日期       | 外部連結                    |
| ------ | --------------- | ------ | ------------ | -------------- | --------------------------- |
| 星期一 | 哲學有偈傾 2019 | 35     | 2019年4月1日 | 2019年11月25日 | RTHK （页面存档备份，存于） |
| 星期二 | 歷史係咁話 2019 | 35     | 2019年4月2日 | 2019年11月26日 | RTHK （页面存档备份，存于） |
| 星期三 | 學人串社科 2019 | 35     | 2019年4月3日 | 2019年11月27日 | RTHK （页面存档备份，存于） |
| 星期四 | 文學放得開 2019 | 35     | 2019年4月4日 | 2019年11月28日 | RTHK （页面存档备份，存于） |
| 星期五 | 真係好科學 2019 | 35     | 2019年4月5日 | 2019年11月29日 | RTHK （页面存档备份，存于） |

### 哲學有偈傾 2019
《哲學有偈傾 2019》（英語：Philosophy Night 2019），是香港電台製作的文化清談節目，於星期一播出。由中文大學哲學系講師和一班師兄弟組成的一個每事問團隊，每次會邀請嘉賓、相關學者，談生死、人生、善惡、美醜等等令人深思的課題，讓大家理清思路，掃除邏輯盲點。全輯共35集，羅志華監製。
| 集數 | 播映日期 | 主題                   | 主持 | 嘉賓                                                                          | 收看節目               | RTHK Podcast           |
| 1    | 4月1日   | 批判之鬼 蘇格拉底      | 鄺雋文（牛津大學博士生） 李敬恒(（明愛專上學院人文及語言學院高級講師） 關灝泉（香港中文大學哲學系博士生） 鄭周鳳（香港中文大學哲學系碩士生）                                                    | /                                                                             | （页面存档备份，存于） | （页面存档备份，存于） |
| 2    | 4月8日   | 哲學二打六             | 楊俊賢（柏林洪堡大學/倫敦國王學院博士生） 鄺雋文（牛津大學博士生） | /                                                                             | （页面存档备份，存于） |                        |
| 3    | 4月15日  | 而我不知道自己是誰     | 李敬恆（明愛專上學院人文及語言學院高級講師） 關灝泉（香港中文大學哲學系博士生） 李康廷（香港中文大學哲學系博士生） 楊俊賢（柏林洪堡大學/倫敦國王學院博士生）                                    | /                                                                             | （页面存档备份，存于） |                        |
| 4    | 4月22日  | 詮釋你自己             | 關灝泉（香港中文大學哲學系博士生） 楊俊賢（柏林洪堡大學/倫敦國王學院博士生） 李康廷（香港中文大學哲學系博士生） 鄭周鳳（香港中文大學哲學系碩士生）                                              | /                                                                             | （页面存档备份，存于） |                        |
| 5    | 4月29日  | 有得揀先至係老闆       | 楊俊賢（柏林洪堡大學/倫敦國王學院博士生） 陳希敏（香港中文大學哲學系兼任講師） 歐陽廸生（香港中文大學哲學系碩士） 黎家樂（香港中文大學哲學系碩士）                                              | /                                                                             | （页面存档备份，存于） |                        |
| 6    | 5月6日   | 唔講唔知身體好         | 楊俊賢（柏林洪堡大學/倫敦國王學院博士生） 鄭周鳳（香港中文大學哲學系碩士生） 許家裕（香港中文大學哲學系博士生） 關灝泉（香港中文大學哲學系博士生）                                              | /                                                                             | （页面存档备份，存于） |                        |
| 7    | 5月13日  | 哲學二打六 (二)        | 鄺雋文（牛津大學博士生） 關灝泉（香港中文大學哲學系博士生） | /                                                                             | （页面存档备份，存于） |                        |
| 8    | 5月20日  | 點/解讀哲學            | 鄺雋文（牛津大學博士生） 關灝泉（香港中文大學哲學系博士生） 李敬恒（明愛專上學院人文及語言學院高級講師） 陳希敏（國立中正大學碩士） 鄭周鳳（香港中文大學哲學系碩士生）                          | /                                                                             | （页面存档备份，存于） |                        |
| 9    | 5月27日  | 係愛定責任？係超義務！ | 楊俊賢（柏林洪堡大學/倫敦國王學院博士生） 陳希敏（國立中正大學哲學系碩士） 劉灝軒（香港中文大學哲學系碩士） 郭柏年（香港中文大學哲學系高級講師）                                                | /                                                                             | （页面存档备份，存于） |                        |
| 10   | 6月3日   | 拒絕遺忘？             | 鄺雋文（牛津大學博士生） 楊俊賢（柏林洪堡大學/倫敦國王學院博士生） | 楊岳橋（立法會議員） 盧斯達（評論作者）                                       | （页面存档备份，存于） |                        |
| 11   | 6月10日  | 佛學有偈傾             | 吳啟超（香港中文大學哲學系高級講師） 許家裕（香港中文大學哲學系博士生） 關灝泉（香港中文大學哲學系博士生）                                                                                      | 陶國璋（香港中文大學哲學系客席助理教授）                                      | （页面存档备份，存于） |                        |
| 12   | 6月17日  | 理性醒定經驗勁？       | 楊俊賢（柏林洪堡大學/倫敦國王學院博士生） 許家裕（香港中文大學哲學系博士生） 李敬恒（明愛專上學院人文及語言學院高級講師） 鄭周鳳（香港中文大學哲學系碩士生）                                    | /                                                                             | （页面存档备份，存于） |                        |
| 13   | 6月24日  | 哲學二打六(三)         | 楊俊賢（柏林洪堡大學/倫敦國王學院博士生） 關灝泉（香港中文大學哲學系博士生） | /                                                                             | （页面存档备份，存于） |                        |
| 14   | 7月1日   | 神存在嗎？             | 楊俊賢（柏林洪堡大學/倫敦國王學院博士生） 黃頌傑（香港中文大學哲學系博士生） | 關啟文（香港浸會大學宗教及哲學系教授） 劉創馥（香港中文大學哲學系教授）       | （页面存档备份，存于） |                        |
| 15   | 7月8日   | 神出沒注意             | 楊俊賢（柏林洪堡大學/倫敦國王學院博士生） 甘朗賢（香港中文大學哲學系碩士） 許家裕（香港中文大學哲學系博士生）                                                                                   | 鄧文韜（香港中文大學哲學系助理講師）                                          | （页面存档备份，存于） |                        |
| 16   | 7月15日  | 天人合一               | 關灝泉（香港中文大學哲學系博士生） 吳啟超（香港中文大學哲學系高級講師） 鄺雋文（牛津大學博士生）                                                                                                | 陶國璋（香港中文大學哲學系客席助理教授）                                      | （页面存档备份，存于） |                        |
| 17   | 7月22日  | 誰可來踩界             | 鄺雋文（牛津大學博士生） 洪恩（香港中文大學哲學系碩士） | 盧斯達（評論作者） 張超雄（立法會議員）                                       | （页面存档备份，存于） |                        |
| 18   | 7月29日  | 法律不外乎道德？       | 楊俊賢（柏林洪堡大學/倫敦國王學院博士生） 陳希敏（國立中正大學哲學系碩士） 劉灝軒（香港中文大學哲學系碩士）                                                                                     | 莫翰庭（倫敦國王學院碩士生）                                                  | （页面存档备份，存于） |                        |
| 19   | 8月5日   | 好青年音樂廳           | 楊俊賢（柏林洪堡大學/倫敦國王學院博士生） 許家裕（香港中文大學哲學系博士生） 莫翰庭（倫敦國王學院碩士生）                                                                                       | 鄧文韜（香港中文大學哲學系助理講師）                                          | （页面存档备份，存于） |                        |
| 20   | 8月12日  | 旅行的意義             | 楊俊賢（柏林洪堡大學/倫敦國王學院博士生） 鄺雋文（牛津大學博士生） 劉灝軒（香港中文大學哲學系碩士）                                                                                             | 吳蚊蚊（旅行寫作人）                                                          | （页面存档备份，存于） |                        |
| 21   | 8月19日  | 逍遙遊                 | 吳啟超（香港中文大學哲學系高級講師） 鄺雋文（牛津大學博士生） 李敬恆（明愛專上學院人文及語言學院高級講師） 鄭周鳳（香港中文大學哲學系碩士生）                                                   | /                                                                             | （页面存档备份，存于） |                        |
| 22   | 8月26日  | 打機的哲學             | 楊俊賢（柏林洪堡大學/倫敦國王學院博士生） 李康廷（香港中文大學哲學系博士生） 黎家樂（香港中文大學哲學系碩士） 陳希敏（國立中正大學碩士）                                                        | /                                                                             | （页面存档备份，存于） |                        |
| 23   | 9月2日   | 俊？邊度俊呀？         | 楊俊賢（柏林洪堡大學/倫敦國王學院博士生） 劉灝軒（香港中文大學哲學系碩士） 李敬恆（明愛專上學院人文及語言學院高級講師） 鄺雋文（牛津大學博士生）                                                | /                                                                             |                        |                        |
| 24   | 9月9日   | 康德得唔得？           | 許家裕（波士頓學院哲學系博士生） 李敬恒（明愛專上學院人文及語言學院高級講師） 鄭周鳳（香港中文大學哲學系碩士生） 李康廷（香港中文大學哲學系博士生）                                             | /                                                                             | （页面存档备份，存于） |                        |
| 25   | 9月16日  | 勇武和理傾             | 關灝泉（香港中文大學哲學系博士生） 楊俊賢（柏林洪堡大學/倫敦國王學院博士生） | 郭志（多倫多大學政治理論博士生） 王邦華（香港中文大學通識教育部講師）         |                        |                        |
| 26   | 9月22日  | 哲學二打六 （四）      | 鄺雋文（牛津大學博士生） 關灝泉（香港中文大學哲學系博士生） | /                                                                             |                        |                        |
| 27   | 9月30日  | 希望在明天?            | 鄺雋文（牛津大學博士生） 袁子翹（哲普團體成員） | 岑敖暉（香港專上學生聯會前副秘書長） 鍾耀華（寫作者）                         |                        |                        |
| 28   | 10月7日  | 生而為人，我很抱歉？   | 郭柏年（香港中文大學哲學系高級講師） 關灝泉（香港中文大學哲學系博士生） 洪恩（香港中文大學哲學系碩士） 鄭周鳳（香港中文大學哲學系碩士生）                                                       | /                                                                             |                        |                        |
| 29   | 10月14日 | 家長手冊               | 鄺雋文（牛津大學博士生） 陳希敏（國立中正大學哲學系碩士） 關灝泉（香港中文大學哲學系博士生） | 王邦華（香港中文大學通識教育基礎課程講師）                                    |                        |                        |
| 30   | 10月21日 | 道德是客觀的嗎？       | 鄺雋文(牛津大學博士生） 楊俊賢（柏林洪堡大學/倫敦國王學院博士生） 劉灝軒（香港中文大學哲學系碩士） 歐陽廸生（香港中文大學哲學系碩士）                                                           | /                                                                             | （页面存档备份，存于） |                        |
| 31   | 10月28日 | 文學哲學放不開         | 許家裕（波士頓學院哲學系博士生） 李敬恒（明愛專上學院人文及語言學院高級講師） 鄭周鳳（香港中文大學哲學系碩士生） 李康廷（香港中文大學哲學系博士生）                                             | /                                                                             |                        |                        |
| 32   | 11月4日  | 藝術有價講             | 吳啟超（香港中文大學哲學系高級講師） 李敬恆（明愛專上學院人文及語言學院高級講師） 李康廷（香港中文大學哲學系博士）                                                                              | 陳育強（中文大學藝術系客座教授）                                              | （页面存档备份，存于） |                        |
| 33   | 11月11日 | 政治與藝術             | 鄺雋文（牛津大學博士生） 李康廷（香港中文大學哲學系博士生） | 查映嵐（評論人） 黃宇軒（香港演藝學院通識講師）                               | （页面存档备份，存于） |                        |
| 34   | 11月18日 | 點止講女人             | 李敬恆（明愛專上學院人文及語言學院高級講師） 鄭周鳳（香港中文大學哲學系碩士生） 關灝泉（香港中文大學哲學系博士生）                                                                              | 曹文傑（香港中文大學性別研究課程講師） 黃鈺瑩（香港中文大學性別研究課程講師） |                        |                        |
| 35   | 11月25日 | 站在巨人的肩膊上       | 關灝泉（香港中文大學哲學系博士生） 楊俊賢（柏林洪堡大學/倫敦國王學院博士生） 李康廷（香港中文大學哲學系博士生） 鄭周鳳（香港中文大學哲學系碩士生） 李敬恆（明愛專上學院人文及語言學院高級講師） | /                                                                             | （页面存档备份，存于） |                        |

### 歷史係咁話 2019
《歷史係咁話 2019》（英語：History Night 2019），是香港電台製作的文化清談節目，於星期二播出。大學教授、講師及研究歷史同好，與觀眾縱橫浩瀚歷史汪洋，重新發現我們社會、文化的前世今生。 全輯共35集，羅志華監製。
| 集數 | 播映日期 | 主題             | 主持 | 嘉賓                                                                    | 收看節目               | RTHK Podcast           |
| 1    | 4月2日   | 一代新人勝舊人?  | 曾卓然（嶺南大學中文系哲學博士） 譚家齊（香港浸會大學歷史系助理教授） 范永聰（香港浸會大學歷史系一級講師） 羅婉嫻（香港浸會大學歷史系一級講師） 羅樂然（澳門大學歷史系客座導師）         | /                                                                       | （页面存档备份，存于） | （页面存档备份，存于） |
| 2    | 4月9日   | 生子當如孫仲謀   | 曾卓然（嶺南大學中文系哲學博士） 譚家齊（香港浸會大學歷史系助理教授） 范永聰（香港浸會大學歷史系一級講師） 羅婉嫻（香港浸會大學歷史系一級講師） 羅樂然（澳門大學歷史系客座導師）         | /                                                                       | （页面存档备份，存于） |                        |
| 3    | 4月16日  | 人與天鬥苦無邊   | 譚家齊（香港浸會大學歷史系助理教授） 范永聰（香港浸會大學歷史系一級講師） 羅婉嫻（香港浸會大學歷史系一級講師） 曾卓然（嶺南大學中文系哲學博士）                                          | /                                                                       | （页面存档备份，存于） |                        |
| 4    | 4月23日  | 人與人鬥樂無窮   | 譚家齊（香港浸會大學歷史系助理教授） 范永聰（香港浸會大學歷史系一級講師） 羅婉嫻（香港浸會大學歷史系一級講師） 曾卓然（嶺南大學中文系哲學博士）                                          | /                                                                       | （页面存档备份，存于） |                        |
| 5    | 4月30日  | 民主科學何時了   | 譚家齊（香港浸會大學歷史系助理教授） 范永聰（香港浸會大學歷史系一級講師） 羅婉嫻（香港浸會大學歷史系一級講師） 羅樂然（澳門大學歷史系客座導師） 曾卓然（嶺南大學中文系哲學博士）         | /                                                                       | （页面存档备份，存于） |                        |
| 6    | 5月7日   | 救亡啟蒙又西風   | 曾卓然（嶺南大學中文系哲學博士） 譚家齊（香港浸會大學歷史系助理教授） 范永聰（香港浸會大學歷史系一級講師） 羅婉嫻（香港浸會大學歷史系一級講師） 羅樂然（澳門大學歷史系客座導師）         | /                                                                       | （页面存档备份，存于） |                        |
| 7    | 5月14日  | 運籌帷幄千年事   | 譚家齊（香港浸會大學歷史系助理教授） 羅樂然（澳門大學歷史系客座導師） 曾卓然（嶺南大學中文系哲學博士）                                                                                   | 徐力恆（牛津大學東方研究博士）                                          | （页面存档备份，存于） |                        |
| 8    | 5月21日  | 炊邊對鏡貼花黃   | 范永聰（香港浸會大學歷史系一級講師） 羅婉嫻（香港浸會大學歷史系一級講師） 曾卓然（嶺南大學中文系哲學博士）                                                                               | 林稚暉（香港浸會大學哲學博士）                                          | （页面存档备份，存于） |                        |
| 9    | 5月28日  | 我笑他人看不穿   | 譚家齊（香港浸會大學歷史系助理教授） 羅婉嫻（香港浸會大學歷史系一級講師） 曾卓然（嶺南大學中文系哲學博士）                                                                               | 吳易叡（香港大學李嘉誠醫學院醫學倫理及人文學部助理教授）                | （页面存档备份，存于） |                        |
| 10   | 6月4日   | 我曾經問個不休   | 曾卓然（嶺南大學中文系哲學博士） 譚家齊（香港浸會大學歷史系助理教授） 范永聰（香港浸會大學歷史系一級講師） 羅婉嫻（香港浸會大學歷史系一級講師） 羅樂然（香港公開大學人文社會科學院講師） | /                                                                       | （页面存档备份，存于） |                        |
| 11   | 6月11日  | 可憐天下孩童心   | 曾卓然（嶺南大學中文系哲學博士） 譚家齊（香港浸會大學歷史系助理教授） 羅婉嫻（香港浸會大學歷史系一級講師）                                                                               | 盧嘉琪博士（香港城市大學人文社會科學院一級導師）                        | （页面存档备份，存于） |                        |
| 12   | 6月18日  | 古穴壁畫為誰留   | 曾卓然（嶺南大學中文系哲學博士） 譚家齊（香港浸會大學歷史系助理教授） 羅樂然（香港公開大學人文社會科學院講師）                                                                           | 李建深（香港浸會大學歷史系助理教授）                                    | （页面存档备份，存于） |                        |
| 13   | 6月25日  | 遙想明月清風中   | 曾卓然（嶺南大學中文系哲學博士） 譚家齊（香港浸會大學歷史系助理教授） 范永聰（香港浸會大學歷史系一級講師）                                                                               | 張偉國（香港樹仁大學歷史系教授）                                        | （页面存档备份，存于） |                        |
| 14   | 7月2日   | 人靠衣裳花想容   | 曾卓然（嶺南大學中文系哲學博士） 譚家齊（香港浸會大學歷史系助理教授） 羅婉嫻（香港浸會大學歷史系一級講師）                                                                               | 李啟雋（布里斯托大學歷史系博士生）                                      | （页面存档备份，存于） |                        |
| 15   | 7月9日   | 特入空門問苦空   | 譚家齊（香港浸會大學歷史系助理教授） 范永聰（香港浸會大學歷史系一級講師） 曾卓然（嶺南大學中文系哲學博士）                                                                               | 李鈞杰（中國社會科學院世界宗教研究所博士）                              | （页面存档备份，存于） |                        |
| 16   | 7月16日  | 白雲千載空悠悠   | 譚家齊（香港浸會大學歷史系助理教授） 范永聰（香港浸會大學歷史系一級講師） 曾卓然（嶺南大學中文系哲學博士）                                                                               | 陳敬陽道長（香港理工大學博士生）                                        | （页面存档备份，存于） |                        |
| 17   | 7月23日  | 昭武九姓粟特人   | 譚家齊（香港浸會大學歷史系助理教授） 范永聰（香港浸會大學歷史系一級講師） 曾卓然（嶺南大學中文系哲學博士）                                                                               | 羅永生（樹仁大學歷史學系副教授）                                        | （页面存档备份，存于） |                        |
| 18   | 7月30日  | 以暴抗暴真勇武？ | 曾卓然（嶺南大學中文系哲學博士） 譚家齊（香港浸會大學歷史系助理教授） 范永聰（香港浸會大學歷史系一級講師）                                                                               | 麥勁生（香港浸會大學歷史系教授）                                        | （页面存档备份，存于） |                        |
| 19   | 8月6日   | 從又持中傳正史？ | 曾卓然（嶺南大學中文系哲學博士） 譚家齊（香港浸會大學歷史系助理教授） 范永聰（香港浸會大學歷史系一級講師） 羅婉嫻（香港浸會大學歷史系一級講師）                                          | 李維儉（修訂初中中史及歷史課課程專責委員會委員）                        | （页面存档备份，存于） |                        |
| 20   | 8月13日  | 興亡以外誰在意   | 譚家齊（香港浸會大學歷史系助理教授） 范永聰（香港浸會大學歷史系一級講師） 曾卓然（嶺南大學中文系哲學博士）                                                                               | 李維儉（修訂初中中史及歷史課課程專責委員會委員） 張往（中學歷史科教師） | （页面存档备份，存于） |                        |
| 21   | 8月20日  | 真似假時假亦真   | 譚家齊（香港浸會大學歷史系助理教授） 范永聰（香港浸會大學歷史系一級講師） 曾卓然（嶺南大學中文系哲學博士）                                                                               | 梁偉基（香港中文大學歷史系哲學博士）                                    | （页面存档备份，存于） |                        |
| 22   | 8月27日  | 挺粵落英不普通   | 譚家齊（香港浸會大學歷史系助理教授） 羅樂然（香港公開大學人文社會科學院講師） 曾卓然（嶺南大學中文系哲學博士）                                                                           | 王迪安（香港大學現代語言及文化學院副教授）                              | （页面存档备份，存于） |                        |
| 23   | 9月3日   | 青山錮我仇與痴   | 譚家齊（香港浸會大學歷史系助理教授） 羅樂然（香港公開大學人文社會科學院講師） 曾卓然（嶺南大學中文系哲學博士）                                                                           | 陳雋琦（加拿大麥吉爾大學歷史系博士生）                                  |                        |                        |
| 24   | 9月10日  | 床頭打交床尾和   | 曾卓然（嶺南大學中文系哲學博士） 范永聰（香港浸會大學歷史系一級講師） 羅婉嫻（香港浸會大學歷史系一級講師） 羅樂然（香港公開大學人文社會科學院講師）                                      | 吳海傑（香港大學法學院副教授）                                          | （页面存档备份，存于） |                        |
| 25   | 9月17日  | 遺民猶哭宋皇臺   | 曾卓然（嶺南大學中文系哲學博士） 譚家齊（香港浸會大學歷史系助理教授） | 韓子奇（香港城市大學中文及歷史學系教授） 何冠環（新亞研究所特聘教授）   | （页面存档备份，存于） |                        |
| 26   | 9月23日  | 我為萬世開太平   | 曾卓然（嶺南大學中文系哲學博士） 譚家齊（香港浸會大學歷史系助理教授） 范永聰（香港浸會大學歷史系一級講師）                                                                               | 韓子奇（香港城市大學中文及歷史學系教授） 何冠環（新亞研究所特聘教授）   |                        |                        |
| 27   | 10月1日  | 周公恐懼流言日   | 曾卓然（嶺南大學中文系哲學博士） 譚家齊（香港浸會大學歷史系助理教授） 范永聰（香港浸會大學歷史系一級講師） 羅樂然（香港公開大學人文社會科學院講師）                                      | 吳海傑（香港大學法學院副教授）                                          |                        |                        |
| 28   | 10月8日  | 不死亡我敵國心   | 曾卓然（嶺南大學中文系哲學博士） 譚家齊（香港浸會大學歷史系助理教授） 范永聰（香港浸會大學歷史系一級講師） 羅樂然（香港公開大學人文社會科學院講師）                                      | 吳海傑（香港大學法學院副教授）                                          |                        |                        |
| 29   | 10月15日 | 欲憑赤手回天地   | 曾卓然（嶺南大學中文系哲學博士） 譚家齊（香港浸會大學歷史系助理教授） 范永聰（香港浸會大學歷史系一級講師） 羅婉嫻（香港浸會大學歷史系一級講師） 吳海傑（香港大學法學院副教授）           | /                                                                       |                        |                        |
| 30   | 10月22日 | 我亦東林復社孫   | 曾卓然（嶺南大學中文系哲學博士） 譚家齊（香港浸會大學歷史系助理教授） 范永聰（香港浸會大學歷史系一級講師） 羅婉嫻（香港浸會大學歷史系一級講師） 吳海傑（香港大學法學院副教授）           | /                                                                       |                        |                        |
| 31   | 10月29日 | 書中自有顏如玉   | 譚家齊（香港浸會大學歷史系助理教授） 羅樂然（香港公開大學人文社會科學院講師） 曾卓然（嶺南大學中文系哲學博士）                                                                           | 許建業（香港樹仁大學中國語言文學系講師）                                |                        |                        |
| 32   | 11月5日  | 人間五十何所憾   | 曾卓然（嶺南大學中文系哲學博士） 譚家齊（香港浸會大學歷史系助理教授） 范永聰（香港浸會大學歷史系一級講師）                                                                               | 胡煒權（日本國立一橋大學博士）                                          | （页面存档备份，存于） |                        |
| 33   | 11月12日 | 醉死夢迴亂世中   | 曾卓然（嶺南大學中文系哲學博士） 吳海傑（香港大學法學院副教授） 譚家齊（香港浸會大學歷史系助理教授） 范永聰（香港浸會大學歷史系一級講師）                                                | /                                                                       |                        |                        |
| 34   | 11月19日 | 有食唔食罪惡極   | 曾卓然（嶺南大學中文系哲學博士） 吳海傑（香港大學法學院副教授） 譚家齊（香港浸會大學歷史系助理教授） 羅婉嫻（香港浸會大學歷史系一級講師）                                                | /                                                                       |                        |                        |
| 35   | 11月26日 | 冤家宜解不宜結？ | 曾卓然（嶺南大學中文系哲學博士） 譚家齊（香港浸會大學歷史系助理教授） 范永聰（香港浸會大學歷史系一級講師） 羅婉嫻（香港浸會大學歷史系一級講師）                                          | 黃文江（香港浸會大學歷史系教授）                                        | （页面存档备份，存于） |                        |

### 學人串社科 2019
《學人串社科 2019》（英語：Social Science Night 2019），是香港電台製作的文化清談節目，於星期三播出。社會科學跨界討論，從不同研究角度，討論社會的人和事，經濟學、心理學、新聞學、政治哲學，尋找出絲絲脈絡，解構社會現象。全輯共35集，陳彩霞監製。
| 集數 | 播映日期 | 主題                 | 主持 | 嘉賓 | 收看節目               | RTHK Podcast           |
| 1    | 4月3日   | 必要的沉默？         | 阮穎嫻（香港大學經濟及工商管理學院助理講師） 李立峯（香港中文大學新聞與傳播學院教授） 陳濬靈（香港大學心理學系副教授） 陳智傑（香港恆生大學傳播學院助理教授）                   | / | （页面存档备份，存于） | （页面存档备份，存于） |
| 2    | 4月10日  | 重遇本土意識         | 鄧鍵一（香港恒生大學社會科學系講師） 梁啟智（香港中文大學新聞與傳播學院客席講師） 曾仲堅（美國北卡羅萊納大學教堂山分校傳播學博士） 鍾燊豪（澳洲國立大學國際關係學碩士）         | / | （页面存档备份，存于） |                        |
| 3    | 4月17日  | 念念不忘             | 李立峯（香港中文大學新聞與傳播學院教授） 鄭煒（香港浸會大學政治及國際關係學系助理教授）                                                                                         | 谷淑美（香港科技大學社會科學部副教授） 郭慶輝（《明報》圖片編輯）                                                              | （页面存档备份，存于） |                        |
| 4    | 4月24日  | 想像中國             | 梁啟智（香港中文大學新聞與傳播學院客席講師） 陸尚勤（香港浸會大學工商管理學院經濟系助理教授） 林緻茵（香港大學政治與公共行政學系博士）                                          | 馬傑偉（香港中文大學退休教授）                                                                                                 | （页面存档备份，存于） |                        |
| 5    | 5月1日   | 今期流行             | 陳智傑（香港恒生大學傳播學院助理教授） 曾仲堅（美國北卡羅萊納大學教堂山分校傳播學博士）                                                                                         | 陳嘉銘（大學講師） 阿果（流行文化評論人）                                                                                      | （页面存档备份，存于） |                        |
| 6    | 5月8日   | 案件重演             | 李立峯（香港中文大學新聞與傳播學院教授） 梁啟智（香港中文大學新聞與傳播學院客席講師） 歐陽檉（香港大學社會學系講師）                                                            | 雄仔叔叔（故事人） | （页面存档备份，存于） |                        |
| 7    | 5月15日  | 財疏學錢             | 阮穎嫻（香港大學經濟及工商管理學院助理講師） 陸尚勤（香港浸會大學工商管理學院經濟系助理教授） 蔡子熙（工商管理碩士）                                                            | 曾淵滄（英國曼徹斯特大學管理科學博士）                                                                                         | （页面存档备份，存于） |                        |
| 8    | 5月22日  | 送你入青山           | 阮穎嫻（香港大學經濟及工商管理學院助理講師） 陳濬靈（香港大學心理學系副教授）                                                                                                   | 吳兆文（香港大學社會工作及社會行政學系副教授） 吳易叡（香港大學李嘉誠醫學院醫學倫理及人文學部助理教授）                        | （页面存档备份，存于） |                        |
| 9    | 5月29日  | 自從有個紀念碑...... | 李立峯（香港中文大學新聞與傳播學院教授） 梁啟智（香港中文大學新聞與傳播學院客席講師）                                                                                           | 黃宇軒（香港演藝學院通識講師） 潘律（香港理工大學中國文化學系助理教授）                                                        | （页面存档备份，存于） |                        |
| 10   | 6月5日   | 人民作主？           | 鄭煒（香港浸會大學政治及國際關係學系助理教授） 林緻茵（香港大學政治與公共行政學系博士） 袁瑋熙（嶺南大學政治學系助理教授）                                                      | 呂大樂（香港教育大學香港社會研究講座教授）                                                                                     | （页面存档备份，存于） |                        |
| 11   | 6月12日  | 從廚房到熱廚房       | 歐陽檉（香港大學社會學系講師） 林緻茵（香港大學政治與公共行政學系博士） 阮穎嫻（香港大學經濟及工商管理學院助理講師）                                                            | 容海恩（立法會議員） | （页面存档备份，存于） |                        |
| 12   | 6月19日  | 法治已死？           | 林緻茵（香港大學政治與公共行政學系博士） 鄭煒（香港浸會大學政治及國際關係學系助理教授）                                                                                         | 吳靄儀（執業大律師） 吳宗鑾（法政匯思召集人）                                                                                  | （页面存档备份，存于） |                        |
| 13   | 6月26日  | 一呼二百萬應         | 阮穎嫻（香港大學經濟及工商管理學院助理講師） 陳濬靈（香港大學心理學系副教授）                                                                                                   | 侯維佳（香港教育大學社群心理健康研究中心總監） 葉盛泉（香港城市大學社會及行為科學系副教授）                                    | （页面存档备份，存于） |                        |
| 14   | 7月3日   | 觸不到的審查？       | 李立峯（香港中文大學新聞與傳播學院教授） 梁啟智（香港中文大學新聞與傳播學院客席講師）                                                                                           | 區家麟（香港中文大學新聞與傳播學院專業顧問） 梁旭明（香港嶺南大學文化研究系副教授）                                            | （页面存档备份，存于） |                        |
| 15   | 7月10日  | 言論自由大晒咩       | 李立峯（香港中文大學新聞與傳播學院教授） 梁啟智（香港中文大學新聞與傳播學院客席講師）                                                                                           | 區家麟（香港中文大學新聞與傳播學院專業顧問） 梁旭明（香港嶺南大學文化研究系副教授）                                            | （页面存档备份，存于） |                        |
| 16   | 7月17日  | 媒體數據攻略         | 李立峯（香港中文大學新聞與傳播學院教授） 陳智傑（香港恆生大學傳播學院助理教授） 鄭煒（香港浸會大學政治及國際關係學系助理教授）                                                  | 張潔平（網絡內容平台創辦人）                                                                                                   | （页面存档备份，存于） |                        |
| 17   | 7月24日  | 政改又如何           | 林緻茵（香港大學政治與公共行政學系博士） 鄭煒（香港浸會大學政治及國際關係學系助理教授）                                                                                         | 曾鈺成（前立法會主席） 蔡俊威（香港教育大學亞洲及政策研究學系講師）                                                            | （页面存档备份，存于） |                        |
| 18   | 7月31日  | 浮「跨」             | 鄧鍵一（香港恒生大學社會科學系講師） 袁瑋熙（嶺南大學政治學系助理教授） 曾仲堅（美國北卡羅萊納大學教堂山分校傳播學博士）                                                        | 李祖喬（香港中文大學文化研究學部博士候選人）                                                                                   | （页面存档备份，存于） |                        |
| 19   | 8月7日   | 自由女               | 阮穎嫻（香港大學經濟及工商管理學院助理講師） | 何式凝（香港大學社會工作及社會行政學系教授） 黃鈺螢（性別研究學者） 麥嘉慧（香港大學理學院講師）                               | （页面存档备份，存于） |                        |
| 20   | 8月14日  | 一債一路             | 阮穎嫻（香港大學經濟及工商管理學院助理講師） 蔡子熙（網台財經主持） 陸尚勤（香港浸會大學工商管理學院經濟系助理教授）                                                            | 魏傑文（財經專欄作家） | （页面存档备份，存于） |                        |
| 21   | 8月21日  | 不是靜觀             | 阮穎嫻（香港大學經濟及工商管理學院助理講師） 陳濬靈（香港大學心理學系副教授）                                                                                                   | 吳兆文（香港大學社會工作及社會行政學系副教授） 周璟禾（香港大學教育學院研究及分析主任）                                        | （页面存档备份，存于） |                        |
| 22   | 8月28日  | 中美離婚未？         | 林緻茵（香港大學政治與公共行政學系博士） 袁瑋熙（嶺南大學政治學系助理教授） 鄭煒（香港浸會大學政治及國際關係學系助理教授）                                                      | 孔誥烽（約翰霍普金斯大學政治經濟學教授）                                                                                       | （页面存档备份，存于） |                        |
| 23   | 9月4日   | 我要有樓！           | 鄧鍵一（香港恒生大學社會科學系講師） 曾仲堅（美國北卡羅萊納大學教堂山分校傳播學博士）                                                                                           | 王家富（香港大學經濟及工商管理學院首席講師） 李劍明（香港伍倫貢書院社會科學部助理教授）                                        |                        |                        |
| 24   | 9月11日  | 數字的權力遊戲       | 陳濬靈（香港大學心理學系副教授） 李立峯（香港中文大學新聞與傳播學院教授） 袁瑋熙（嶺南大學政治學系助理教授）                                                                    | 鍾庭耀（香港民意研究中心主席）                                                                                                 | （页面存档备份，存于） |                        |
| 25   | 9月18日  | 都市漫遊者           | 鄧鍵一（香港恒生大學社會科學系講師） 曾仲堅（美國北卡羅萊納大學教堂山分校傳播學博士）                                                                                           | 何雪瑩（城市研究者） 黃宇軒（香港演藝學院通識講師/藝術家）                                                                     |                        |                        |
| 26   | 9月24日  | 國家已死？           | 林緻茵（香港大學政治與公共行政學系博士） 李立峯（香港中文大學新聞與傳播學院教授） 梁啟智（香港中文大學新聞與傳播學院客席講師） 陸尚勤（香港浸會大學工商管理學院經濟系助理教授） | / |                        |                        |
| 27   | 10月2日  | 夢醒區議會           | 李立峯（香港中文大學新聞與傳播學院教授） 梁啟智（香港中文大學新聞與傳播學院客席講師） 陳智傑（香港恆生大學傳播學院副教授）                                                      | 黃英琦（前灣仔區議會主席） |                        |                        |
| 28   | 10月9日  | 金融農場             | 阮穎嫻（香港大學經濟及工商管理學院助理講師） 蔡子熙（網台財經主持） 陸尚勤（香港浸會大學工商管理學院經濟系助理教授）                                                            | 鄺梓楓（歐洲工商管理學院金融學助理教授）                                                                                       |                        |                        |
| 29   | 10月16日 | 一票難投區議會       | 阮穎嫻（香港大學經濟及工商管理學院助理講師） | 區諾軒（立法會議員） 成名（香港科技大學社會科學部副教授） 劉細良（時事評論員）                                                 | （页面存档备份，存于） |                        |
| 30   | 10月23日 | 社運進行曲           | 阮穎嫻（香港大學經濟及工商管理學院助理講師） | 區諾軒（立法會議員） 成名（香港科技大學社會科學部副教授） 劉細良（時事評論員）                                                 | （页面存档备份，存于） |                        |
| 31   | 10月30日 | 幸福，最想栽種的果？ | 陳濬靈（香港大學心理學系副教授） | 吳兆文（香港大學社會工作及社會行政學系副教授） 張自光（香港大學公共衛生學院研究助理教授） 羅偉柏（香港教育大學心理系助理教授） |                        |                        |
| 32   | 11月6日  | 警政 警信？          | 鄧鍵一（香港恒生大學社會科學系助理教授） 林緻茵（香港大學政治與公共行政學系博士） 袁瑋熙（嶺南大學政治學系助理教授）                                                            | 何家騏（香港教育大學社會科學系助理教授）                                                                                       | （页面存档备份，存于） |                        |
| 33   | 11月13日 | 流浪地球             | 李立峯（香港中文大學新聞與傳播學院教授） 梁啟智（香港中文大學新聞與傳播學院客席講師） 陳智傑（香港恆生大學傳播學院副教授）                                                      | 蔡玉萍（香港中文大學社會學系教授）                                                                                             |                        |                        |
| 34   | 11月20日 | 過期經濟學           | 阮穎嫻（香港大學經濟及工商管理學院助理講師） 蔡子熙（網台財經主持） 陸尚勤（香港浸會大學工商管理學院經濟系助理教授）                                                            | 陳德廉（香港大學前經濟系專任導師）                                                                                             | （页面存档备份，存于） |                        |
| 35   | 11月27日 | 街頭課室 齊上齊學    | 鄧鍵一（香港恒生大學社會科學系助理教授） | 李祖喬（香港中文大學文化研究學部兼任講師） 許寶強（流動共學執委） 鍾曉烽（民間學院共同創辦人）                                 | （页面存档备份，存于） |                        |

### 文學放得開 2019
《文學放得開 2019》（英語：Literature Night 2019），是香港電台製作的文化清談節目，於星期四播出。作家及香港文學館總策展人鄧小樺聯同文學界好友，天南地北，暢談文學趣聞，拓濶觀眾對文學的視野。全輯共35集，羅志華監製。
| 集數 | 播映日期 | 主題               | 主持 | 嘉賓 | 收看節目               | RTHK Podcast           |
| 1    | 4月4日   | 文學有問題         | 鄧小樺（作家/香港文學館總策展人） 米哈（作家） 張歷君（香港中文大學文化及宗教研究系助理教授） 黃嘉瀛（藝術家）               | / | （页面存档备份，存于） | （页面存档备份，存于） |
| 2    | 4月11日  | 女神與娘娘         | 鄧小樺（作家/香港文學館總策展人） 陳煒舜（香港中文大學中國語言及文學系副教授） 黃鈺螢（詩人） 黃嘉瀛（藝術家）               | / | （页面存档备份，存于） |                        |
| 3    | 4月18日  | 仙氣襲人           | 鄧小樺（作家/香港文學館總策展人） 陳煒舜（香港中文大學中國語言及文學系副教授） 黃鈺螢（詩人） 黃嘉瀛（藝術家）               | / | （页面存档备份，存于） |                        |
| 4    | 4月25日  | 自由蕭紅           | 鄧小樺（作家/香港文學館總策展人） 魏時煜（香港城市大學創意媒體學院副教授） 黃嘉瀛（藝術家） 曾卓然（嶺南大學中文系哲學博士） | / | （页面存档备份，存于） |                        |
| 5    | 5月2日   | 五四：從煩悶到戀愛 | 鄧小樺（作家/香港文學館總策展人）                                                                                            | 張歷君（香港中文大學文化及宗教研究系助理教授） 郭詩詠（香港恒生大學中文系助理教授） 鄭政恆（作家/文化評論人） | （页面存档备份，存于） |                        |
| 6    | 5月9日   | 日本推理料理       | 米哈（作家） | 洛楓（詩人/文化評論人） 甄拔濤（劇場編劇/導演） 譚劍（小說作家/編劇）                                         | （页面存档备份，存于） |                        |
| 7    | 5月16日  | 昨日大嶼（一）     | 鄧小樺（作家/香港文學館總策展人） 廖偉棠（作家） 鄧烱榕（文化人）                                                            | 盧燕珊（資深文化記者）                                                                                        | （页面存档备份，存于） |                        |
| 8    | 5月23日  | 昨日大嶼（二）     | 鄧小樺（作家/香港文學館總策展人） 廖偉棠（作家） 鄧烱榕（文化人）                                                            | 盧燕珊（資深文化記者）                                                                                        | （页面存档备份，存于） |                        |
| 9    | 5月30日  | 三國演義同學會     | 鄧小樺（作家/香港文學館總策展人） 米哈（作家） 鄧烱榕（文化人） 鄧正健（文化評論人）                                         | 劉細良（資深跨媒體時事評論員）                                                                                | （页面存档备份，存于） |                        |
| 10   | 6月6日   | 三國演義。大軍師   | 鄧小樺（作家/香港文學館總策展人） 鄧烱榕（文化人） 鄧正健（文化評論人）                                                      | 劉細良（資深跨媒體時事評論員）                                                                                | （页面存档备份，存于） |                        |
| 11   | 6月13日  | 國際金庸           | 鄧小樺（作家/香港文學館總策展人） 鄧烱榕（文化人）                                                                           | 沈旭暉（國際關係學者) 鄭政恆（作家/文化評論人）                                                               | （页面存档备份，存于） |                        |
| 12   | 6月20日  | 短篇小說自修室     | 鄧小樺（作家/香港文學館總策展人） 米哈（作家）                                                                               | 卓韻芝（作家） 張婉雯（作家）                                                                                 | （页面存档备份，存于） |                        |
| 13   | 6月27日  | 抗爭與文藝         | 鄧小樺（作家/香港文學館總策展人） 黃嘉瀛（藝術家）                                                                           | 董啟章（作家） 甄拔濤（劇場編劇/導演）                                                                        | （页面存档备份，存于） |                        |
| 14   | 7月4日   | 紅樓夢詩派對       | 鄧小樺（作家/香港文學館總策展人）                                                                                            | 黃鈺螢（詩人） 張婉雯（作家） 朱少璋（香港浸會大學語文中心高級講師）                                          | （页面存档备份，存于） |                        |
| 15   | 7月11日  | AI 文學機器        | 鄧小樺（作家/香港文學館總策展人） 米哈（作家） 鄧正健（文化評論人）                                                          | 董啟章（作家）                                                                                                | （页面存档备份，存于） |                        |
| 16   | 7月18日  | 紅藕香殘李清照     | 鄧小樺（作家/香港文學館總策展人） 黃嘉瀛（藝術家） 張婉雯（作家）                                                            | 陳煒舜（香港中文大學中國語言及文學系副教授）                                                                  | （页面存档备份，存于） |                        |
| 17   | 7月25日  | 一本書的誕生       | 鄧小樺（作家/香港文學館總策展人） 鄧烱榕（文化人） 鄧正健（文化評論人）                                                      | 李達寧（書店負責人）                                                                                          | （页面存档备份，存于） |                        |
| 18   | 8月1日   | 古靈精怪在東方     | 米哈（作家） 鄧烱榕（文化人） 鄧正健（文化評論人） 張婉雯（作家）                                                            | / | （页面存档备份，存于） |                        |
| 19   | 8月8日   | 文學飲茶           | 鄧小樺（作家/香港文學館總策展人）                                                                                            | 朱少璋（香港浸會大學語文中心高級講師） 郭詩詠（香港恒生大學中文系助理教授） 楊智深（茶學導師）                | （页面存档备份，存于） |                        |
| 20   | 8月15日  | 八卦王爾德         | 米哈（作家） 黃鈺螢（詩人）                                                                                                  | Serrini（獨立唱作人） 洛楓（作家/文化評論）                                                                   | （页面存档备份，存于） |                        |
| 21   | 8月22日  | 戀戀羅蘭。巴特     | 米哈（作家） 鄧正健（文化評論人）                                                                                            | 洛楓（作家/文化評論） 黃鈺螢（詩人）                                                                          | （页面存档备份，存于） |                        |
| 22   | 8月29日  | 百年孤寂           | 鄧小樺（作家/香港文學館總策展人） 鄧正健（文化評論人）                                                                       | 韓麗珠（作家） 甄拔濤（劇場編劇/導演）                                                                        | （页面存档备份，存于） |                        |
| 23   | 9月5日   | 義憤水滸傳         | 米哈（作家） 鄧正健（文化評論人）                                                                                            | 黃鈺螢（詩人） 張婉雯（作家）                                                                                 | （页面存档备份，存于） |                        |
| 24   | 9月12日  | 時逢亂世唐滌生     | 鄧小樺（作家/香港文學館總策展人）                                                                                            | 楊智深（作家） 朱少璋（香港浸會大學語文中心高級講師） 張婉雯（作家）                                          | （页面存档备份，存于） |                        |
| 25   | 9月19日  | 古詩十九首         | 鄧小樺（作家/香港文學館總策展人） 廖偉棠（作家）                                                                             | 朱少璋（香港浸會大學語文中心高級講師） 陳煒舜（香港中文大學中國語言及文學系副教授）                           |                        |                        |
| 26   | 9月26日  | 不負如來不負卿     | 鄧小樺（作家/香港文學館總策展人） 廖偉棠（作家）                                                                             | 朱少璋（香港浸會大學語文中心高級講師） 黃鈺螢（詩人）                                                         |                        |                        |
| 27   | 10月3日  | 純情金瓶梅         | 米哈（作家） 鄧正健（文化評論人）                                                                                            | 張婉雯（作家） 黃嘉瀛（藝術家）                                                                               |                        |                        |
| 28   | 10月10日 | 文學又有問題       | 鄧小樺（作家/香港文學館總策展人） 米哈（作家） 韓麗珠（作家） 黃裕邦（香港教育大學高級講師）                                 | / |                        |                        |
| 29   | 10月17日 | 文學發夢           | 鄧小樺（作家/香港文學館總策展人） 米哈（作家） 韓麗珠（作家） 黃鈺螢（詩人） 張歷君（文化研究學者）                          | / |                        |                        |
| 30   | 10月24日 | 文學又發夢         | 鄧小樺（作家/香港文學館總策展人） 米哈（作家） 韓麗珠（作家） 黃鈺螢（詩人） 張歷君（文化研究學者）                          | / |                        |                        |
| 31   | 10月31日 | 斜槓契訶夫         | 米哈（作家） 鄧正健（文化評論人）                                                                                            | 張婉雯（作家） 甄拔濤（劇場編劇/導演）                                                                        |                        |                        |
| 32   | 11月7日  | 我為貓狂           | 鄧小樺（作家/香港文學館總策展人） 米哈（作家） 鄧烱榕（文化人）                                                              | 張婉雯（作家） 韓麗珠（作家）                                                                                 | （页面存档备份，存于） |                        |
| 33   | 11月14日 | 人間失格太宰治     | 鄧小樺（作家/香港文學館總策展人） 米哈（作家） 鄧烱榕（文化人）                                                              | 鄭政恆（作家/文化評論人） 韓麗珠（作家）                                                                      |                        |                        |
| 34   | 11月21日 | 遇上100%的村上春樹 | 米哈（作家） 黃鈺螢（詩人）                                                                                                  | 甄拔濤（劇場編劇/導演） 韓麗珠（作家）                                                                        | （页面存档备份，存于） |                        |
| 35   | 11月28日 | 香港有乜好         | 鄧小樺（作家） | 鄭政恆（作家/文化評論人） 游靜（作家） 查映嵐（評論人）                                                       | （页面存档备份，存于） |                        |

### 真係好科學 2019
《真係好科學 2019》（英語：Science Night 2019），是香港電台製作的文化清談節目，於星期五播出。一眾學人致力科學普及化，由宇宙起源到探究未來，將上下而求索。全季共35集，陳彩霞監製。
| 集數 | 播映日期 | 主題             | 主持 | 嘉賓 | 收看節目               | RTHK Podcast           |
| 1    | 4月5日   | 生命有take2 ?    | 陳志宏（紐約大學物理系博士） 麥嘉慧（香港大學理學院講師） 馬學綸（香港中文大學微生物學系博士） 王建鈞（香港中文大學生物化學系博士）                                   | / | （页面存档备份，存于） | （页面存档备份，存于） |
| 2    | 4月12日  | 瞬間轉移         | 陳志宏（紐約大學物理系博士） 吳家亮（香港中文大學通識教育基礎課程講師） 陳文豪（香港教育大學科學與環境學系助理教授） 余海峯（香港大學理學院助理講師）                 | / | （页面存档备份，存于） |                        |
| 3    | 4月19日  | 拆骨的科學       | 馬學綸（香港中文大學微生物學系博士） 王建鈞（香港中文大學生物化學系博士） 麥嘉慧（香港大學理學院講師）                                                                | 李衍蒨（法醫人類學及鑑證科學研究碩士）                                                                       | （页面存档备份，存于） |                        |
| 4    | 4月26日  | 真‧人工智能      | 江啟明（香港中文大學通識教育基礎課程講師） 司徒偉文（香港中文大學通識教育基礎課程講師） 余海峯（香港大學理學院助理講師）                                              | / | （页面存档备份，存于） |                        |
| 5    | 5月3日   | AI好音樂         | 江啟明（香港中文大學通識教育基礎課程講師） 司徒偉文（香港中文大學通識教育基礎課程講師） 盧駿揚（香港中文大學通識教育基礎課程講師）                                    | 雷兆恆（新加坡科技設計大學信息系統科技與設計系客座教授）                                                     | （页面存档备份，存于） |                        |
| 6    | 5月10日  | 海底點樣撈       | 馬學綸（香港中文大學微生物學系博士） 麥嘉慧（香港大學理學院講師） 余海峯（香港大學理學院助理講師） 吳家亮（香港中文大學通識教育基礎課程講師）                         | / | （页面存档备份，存于） |                        |
| 7    | 5月17日  | 愛情研究所       | 麥嘉慧（香港大學理學院講師） 張恆鏘（香港中文大學通識教育基礎課程講師） 馬學綸（香港中文大學微生物學系博士） 陳志宏（紐約大學物理系博士）                             | / | （页面存档备份，存于） |                        |
| 8    | 5月24日  | 量子密碼學       | 江啟明（香港中文大學通識教育基礎課程講師） 陳志宏（紐約大學物理系博士） 張澤松（香港城市大學電子工程學系副教授）                                                      | 鍾啟源（職業訓練局香港高等教育科技學院署理助理教授）                                                         | （页面存档备份，存于） |                        |
| 9    | 5月31日  | 地底點點點       | 陳志宏（紐約大學物理系博士） 馬學綸（香港中文大學微生物學系博士） 余海峯（香港大學理學院助理講師） 李明（香港中文大學通識教育基礎課程講師）                           | / | （页面存档备份，存于） |                        |
| 10   | 6月7日   | 進擊的智人       | 陳志宏（紐約大學物理系博士） 李明（香港中文大學通識教育基礎課程講師） 吳家亮（香港中文大學通識教育基礎課程講師） 馬學綸（香港中文大學微生物學系博士）                 | / | （页面存档备份，存于） |                        |
| 11   | 6月14日  | 科學有前科       | 余海峯（香港大學理學院助理講師） 盧駿揚（香港中文大學通識教育基礎課程講師） 江啟明（香港中文大學通識教育基礎課程講師） 陳文豪（香港教育大學科學與環境學系助理教授）   | / | （页面存档备份，存于） |                        |
| 12   | 6月21日  | 科學搞革命       | 余海峯（香港大學理學院助理講師） 盧駿揚（香港中文大學通識教育基礎課程講師） 江啟明（香港中文大學通識教育基礎課程講師）） 陳文豪（香港教育大學科學與環境學系助理教授） | / | （页面存档备份，存于） |                        |
| 13   | 6月28日  | 高牆與雞蛋       | 陳志宏（紐約大學物理系博士） 江啟明（新南威爾斯大學機電工程學博士） 馬學綸（香港中文大學微生物學系博士） 余海峯（香港大學理學院助理講師）                             | / | （页面存档备份，存于） |                        |
| 14   | 7月5日   | 星星有限期       | 陳志宏（紐約大學物理系博士） 余海峯（香港大學理學院助理講師） | 江國興（國立清華大學天文研究所教授） 朱明中（香港中文大學物理系教授） 潘銘恩（美國羅格斯大學天體物理系博士） | （页面存档备份，存于） |                        |
| 15   | 7月12日  | 星星點樣睇       | 陳志宏（紐約大學物理系博士） 余海峯（香港大學理學院助理講師） | 江國興（國立清華大學天文研究所教授） 朱明中（香港中文大學物理系教授） 潘銘恩（美國羅格斯大學天體物理系博士） | （页面存档备份，存于） |                        |
| 16   | 7月19日  | 細菌訊息戰       | 麥嘉慧（香港大學理學院講師） 馬學綸（香港中文大學微生物學系博士） 余海峯（香港大學理學院助理講師） 陳志宏（紐約大學物理系博士）                                       | / | （页面存档备份，存于） |                        |
| 17   | 7月26日  | 身體中的核戰     | 陳志宏（紐約大學物理系博士） 盧駿揚（香港中文大學通識教育基礎課程講師）                                                                                               | 吳楚儀（醫學物理學家） 李志恒（醫學物理學家）                                                                | （页面存档备份，存于） |                        |
| 18   | 8月2日   | 無人飛行任務     | 江啟明（新南威爾斯大學機電工程學博士） 陳志宏（紐約大學物理系博士）                                                                                                   | 胡澤霖（民航機師） 周智衡（民航機師）                                                                        | （页面存档备份，存于） |                        |
| 19   | 8月9日   | 下世食乜好？     | 陳志宏（紐約大學物理系博士） 馬學綸（香港中文大學微生物學系博士） 王建鈞（香港中文大學生物化學系博士）                                                                | 張晉元（香港理工大學專業進修學院講師）                                                                       | （页面存档备份，存于） |                        |
| 20   | 8月16日  | 唔係咁科學喎     | 麥嘉慧（香港大學理學院講師） 陳志宏（紐約大學物理系博士） 余海峯（香港大學理學院助理講師）                                                                            | 小肥波（科普作家）                                                                                           | （页面存档备份，存于） |                        |
| 21   | 8月23日  | 無國界傳染病     | 麥嘉慧（香港大學理學院講師） 馬學綸（香港中文大學微生物學系博士） 王建鈞（香港中文大學生物化學系博士）                                                                | 曾浩輝（香港社會醫學學院院長）                                                                               | （页面存档备份，存于） |                        |
| 22   | 8月30日  | 天有可測之風雲   | 陳志宏（紐約大學物理系博士） 戴沛權（香港中文大學地球系統科學課程助理教授） 李明（香港中文大學通識教育基礎課程講師）                                                  | 譚志勇（香港中文大學地球系統科學課程助理教授）                                                               | （页面存档备份，存于） |                        |
| 23   | 9月6日   | 醉人講科學       | 麥嘉慧（香港大學理學院講師） 李明（香港中文大學通識教育基礎課程講師） 王建鈞（香港中文大學生物化學系博士） 馬學綸（香港中文大學微生物學系博士）                       | / | （页面存档备份，存于） |                        |
| 24   | 9月13日  | 做乜會上癮       | 陳志宏（紐約大學物理系博士） 馬學綸（香港中文大學微生物學系博士） 林子諾                                                                                              | 黃小華（明愛容圃中心註冊社工）                                                                               |                        |                        |
| 25   | 9月20日  | 粒子基本法       | 余海峯（香港大學理學院助理講師） 陳志宏（紐約大學物理系博士） 麥嘉慧（香港大學理學院講師）                                                                            | 黎偉健（匹茲堡大學物理學博士）                                                                               |                        |                        |
| 26   | 9月27日  | 孤獨的探索者     | 余海峯（香港大學理學院助理講師） 馬學綸（香港中文大學微生物學系博士） 陳志宏（紐約大學物理系博士）                                                                    | 許宗宇（韓國忠南國立大學天文及太空科學系教授）                                                               |                        |                        |
| 27   | 10月4日  | 又關你腸事       | 麥嘉慧（香港大學理學院講師） 馬學綸（香港中文大學微生物學系博士） 王建鈞（香港中文大學生物化學系博士） 吳家亮（香港中文大學通識教育基礎課程講師）                     | / |                        |                        |
| 28   | 10月11日 | 輕談淺唱屎尿屁   | 陳志宏（紐約大學物理系博士） 麥嘉慧（香港大學理學院講師） 王建鈞（香港中文大學生物化學系博士） 馬學綸（香港中文大學微生物學系博士）                                   | / | （页面存档备份，存于） |                        |
| 29   | 10月18日 | 以暴抗暴癌細胞   | 陳志宏（紐約大學物理系博士） 馬學綸（香港中文大學微生物學系博士） 張恆鏘（香港中文大學通識教育基礎課程講師） 盧駿揚（香港中文大學通識教育基礎課程講師）               | / |                        |                        |
| 30   | 10月25日 | 絕對的相對論     | 江啟明（新南威爾斯大學機電工程學博士） 余海峯（香港大學理學院助理講師） 陳文豪（香港教育大學科學與環境學系助理教授）                                                  | 周海峰（香港大學物理學系教授）                                                                               |                        |                        |
| 31   | 11月1日  | 能幹幹細胞       | 李明（香港中文大學通識教育基礎課程講師） 王建鈞（香港中文大學生物化學系博士） 盧駿揚（香港中文大學通識教育基礎課程講師）                                              | 曾淑瑩（香港中文大學生命科學學院副教授）                                                                     | （页面存档备份，存于） |                        |
| 32   | 11月8日  | 案發現場         | 麥嘉慧（香港大學理學院講師） 馬學綸（香港中文大學微生物學系博士） 李明（香港中文大學通識教育基礎課程講師）                                                            | 李衍蒨（法醫人類學及鑑證科學研究碩士）                                                                       | （页面存档备份，存于） |                        |
| 33   | 11月15日 | 恐怖實驗事件簿   | 馬學綸（香港中文大學微生物學系博士） 麥嘉慧（香港大學理學院講師） 吳家亮（香港中文大學通識教育基礎課程講師）                                                          | 陳鈞傑（香港科技大學化學系講師）                                                                             | （页面存档备份，存于） |                        |
| 34   | 11月22日 | 另類療法靠得住？ | 江啟明（新南威爾斯大學機電工程學博士） 王建鈞（香港中文大學生物化學系博士） 李明（香港中文大學通識教育基礎課程講師）                                                  | 張晉元（香港理工大學專業進修學院暫任持續教育總監）                                                           | （页面存档备份，存于） |                        |
| 35   | 11月29日 | 求愛就是求分數   | 麥嘉慧（香港大學理學院講師） 馬學綸（香港中文大學微生物學系博士） 陳志宏（紐約大學物理系博士） 江啟明（新南威爾斯大學機電工程學博士）                                 | / | （页面存档备份，存于） |                        |

## 五夜講場 2020
2020年3月，香港電台於Facebook專頁上宣佈全新一季「五夜講場」於短期內首播，即「五夜講場 2020」。據官方影片顯示，節目單元與上一季相同。在同年6月1日，該節目開始播映。播映的時間為星期一至五夜晚十一點至十二點，2021年2月1日至5日，各系列最後一集播出，全季各製作36集。
| 播映日 | 節目名稱        | 總集數 | 首播日期     | 結束日期     | 外部連結                    |
| ------ | --------------- | ------ | ------------ | ------------ | --------------------------- |
| 星期一 | 哲學有偈傾 2020 | 36     | 2020年6月1日 | 2021年2月1日 | RTHK （页面存档备份，存于） |
| 星期二 | 歷史係咁話 2020 | 36     | 2020年6月2日 | 2021年2月2日 | RTHK （页面存档备份，存于） |
| 星期三 | 學人串社科 2020 | 36     | 2020年6月3日 | 2021年2月3日 | RTHK （页面存档备份，存于） |
| 星期四 | 文學放得開 2020 | 36     | 2020年6月4日 | 2021年2月4日 | RTHK （页面存档备份，存于） |
| 星期五 | 真係好科學 2020 | 36     | 2020年6月5日 | 2021年2月5日 | RTHK （页面存档备份，存于） |

### 哲學有偈傾 2020
《哲學有偈傾 2020》（英語：Philosophy Night 2020），是香港電台製作的文化清談節目，於星期一播出。由中文大學哲學系講師和一班師兄弟組成的一個每事問團隊，每次會邀請嘉賓、相關學者，談生死、人生、善惡、美醜等等令人深思的課題，讓大家理清思路，掃除邏輯盲點。
隨著香港的模擬電視廣播於2020年11月30日晚上11時59分59秒終止，《五夜講場：哲學有偈傾》是港台電視31A在停播前，最後一個播出的節目。
| 集數 | 播映日期     | 主題               | 主持 | 嘉賓                                                                                | 收看節目                                           |
| 1    | 2020年6月1日 | 哲學與時代         | 楊俊賢（柏林洪堡大學/倫敦國王學院博士生） 李敬恒（明愛專上學院人文及語言學院高級講師） 鄺雋文（牛津大學博士生） 關灝泉（香港中文大學哲學系博士生） 李康廷（香港中文大學哲學系博士） | /                                                                                   | （页面存档备份，存于） RTHK （页面存档备份，存于） |
| 2    | 6月8日       | 誰殺死了法治？     | 楊俊賢（柏林洪堡大學/倫敦國王學院博士生） 鄺雋文（牛津大學博士生） | 楊岳橋（立法會議員） 張國鈞（立法會議員）                                           | （页面存档备份，存于） RTHK （页面存档备份，存于） |
| 3    | 6月15日      | 柏拉圖式愛情       | 鄭周鳳（香港中文大學哲學系碩士生） 關灝泉（香港中文大學哲學系博士生） 鄺雋文（牛津大學博士生） 袁子翹（哲普團體成員）                                                               | /                                                                                   | （页面存档备份，存于） RTHK （页面存档备份，存于） |
| 4    | 6月22日      | 性在有偈傾         | 楊俊賢（柏林洪堡大學/倫敦國王學院博士生） 李敬恒（明愛專上學院人文及語言學院高級講師） 鄺雋文（牛津大學博士生） 袁子翹（哲普團體成員）                                              | /                                                                                   | （页面存档备份，存于） RTHK （页面存档备份，存于） |
| 5    | 6月29日      | 幸福提提你         | 楊俊賢（柏林洪堡大學/倫敦國王學院博士生） 李敬恒（明愛專上學院人文及語言學院高級講師） 鄺雋文（牛津大學博士生） 李康廷（香港中文大學哲學系博士）                                    | /                                                                                   | （页面存档备份，存于） RTHK （页面存档备份，存于） |
| 6    | 7月6日       | 活在真相中         | 楊俊賢（柏林洪堡大學/倫敦國王學院博士生） 黎家樂（香港中文大學哲學系碩士） 袁子翹（哲普團體成員）                                                                                   | 區家麟（香港中文大學新聞與傳播學院專業顧問）                                        | （页面存档备份，存于）                             |
| 7    | 7月13日      | 社會契約論         | 關灝泉（香港中文大學哲學系博士生） 楊俊賢（柏林洪堡大學/倫敦國王學院博士生） 鄺雋文（牛津大學博士生）                                                                               | 王邦華（香港恒生大學社會科學系助理教授）                                            | （页面存档备份，存于）                             |
| 8    | 7月20日      | 哲學史唔史？       | 楊俊賢（柏林洪堡大學/倫敦國王學院博士生） 李敬恒（明愛專上學院人文及語言學院高級講師） 關灝泉（香港中文大學哲學系博士生） 李康廷（香港中文大學哲學系博士）                          | /                                                                                   | （页面存档备份，存于）                             |
| 9    | 7月27日      | 鄂蘭難唔難         | 楊俊賢（柏林洪堡大學/倫敦國王學院博士生） 李敬恒（明愛專上學院人文及語言學院高級講師） 關灝泉（香港中文大學哲學系博士生）                                                           | 戴遠雄 (香港恒生大學社會科學系講師)                                                 | （页面存档备份，存于）                             |
| 10   | 8月3日       | 點樣決定決定論     | 楊俊賢（柏林洪堡大學/倫敦國王學院博士生） 鄺雋文（牛津大學博士生） 陳希敏（國立中正大學碩士）                                                                                       | 陳志宏（紐約大學物理學系博士） 陳清楠（香港中文大學哲學系碩士生）                   | （页面存档备份，存于）                             |
| 11   | 8月10日      | 正義朋友羅爾斯     | 楊俊賢（柏林洪堡大學/倫敦國王學院博士生） 鄺雋文（牛津大學博士生） | 王邦華（香港恒生大學社會科學系助理教授） 李敏剛（香港伍倫貢學院社會科學院專任導師） | （页面存档备份，存于）                             |
| 12   | 8月17日      | 記憶的責任         | 關灝泉（香港中文大學哲學系博士生） 鄺雋文（牛津大學博士生） 楊俊賢（柏林洪堡大學/倫敦國王學院博士生） 李敬恒（明愛專上學院人文及語言學院高級講師）                                  | /                                                                                   | （页面存档备份，存于）                             |
| 13   | 8月24日      | 出師有名           | 鄺雋文（牛津大學博士生） 關灝泉（香港中文大學哲學系博士生） 楊俊賢（柏林洪堡大學/倫敦國王學院博士生） 李敬恒（明愛專上學院人文及語言學院高級講師）                                  | /                                                                                   | （页面存档备份，存于）                             |
| 14   | 8月31日      | 好人難做           | 關灝泉（香港中文大學哲學系博士生） 鄺雋文（牛津大學博士生） 李敬恒（明愛專上學院人文及語言學院高級講師） 吳啟超（香港中文大學哲學系高級講師）                                       | /                                                                                   | （页面存档备份，存于）                             |
| 15   | 9月7日       | 黑色休謨           | 楊俊賢（柏林洪堡大學/倫敦國王學院博士生） 李敬恒（明愛專上學院人文及語言學院高級講師） 李康廷（香港中文大學哲學系博士） 黎家樂（香港中文大學哲學系碩士）                            | /                                                                                   | （页面存档备份，存于）                             |
| 16   | 9月14日      | 以乜報怨？         | 關灝泉（香港中文大學哲學系博士生） 鄺雋文（牛津大學博士生） 李敬恒（明愛專上學院人文及語言學院高級講師） 袁子翹（哲普團體成員）                                                     | /                                                                                   |                                                    |
| 17   | 9月21日      | 自由點只咁簡單     | 楊俊賢（柏林洪堡大學/倫敦國王學院博士生） 李敬恒（明愛專上學院人文及語言學院高級講師） 劉灝軒（香港中文大學哲學系碩士） 江萬琪（美國哥倫比亞大學碩士）                              | /                                                                                   |                                                    |
| 18   | 9月28日      | 香港哲學家：陳祖為 | 關灝泉（香港中文大學哲學系博士生） 李敬恒（明愛專上學院人文及語言學院高級講師） 吳啟超（香港中文大學哲學系高級講師）                                                                | 陳祖為（香港大學政治與公共行政學系教授）                                            |                                                    |
| 19   | 10月5日      | 基因補完計劃       | 楊俊賢（柏林洪堡大學/倫敦國王學院博士生） 鄺雋文（牛津大學博士生） 江萬琪（美國哥倫比亞大學碩士） 洪恩（香港中文大學哲學系碩士）                                                    | /                                                                                   |                                                    |
| 20   | 10月12日     | 抽詩剝繭           | 楊俊賢（柏林洪堡大學/倫敦國王學院博士生） 黃頌傑（香港中文大學哲學系博士生） 李敬恒（明愛專上學院人文及語言學院高級講師）                                                           | 羅樂敏（詩人/編輯）                                                                 |                                                    |
| 21   | 10月19日     | 烏托邦與惡托邦     | 鄭周鳳（香港中文大學哲學系碩士生） 關灝泉（香港中文大學哲學系博士生） 楊俊賢（柏林洪堡大學/倫敦國王學院博士生） 袁子翹（哲普團體成員）                                              | /                                                                                   |                                                    |
| 22   | 10月26日     | 向左揀向右揀       | 鄺雋文（牛津大學博士生） 楊俊賢（柏林洪堡大學/倫敦國王學院博士生） 陳希敏（國立中正大學碩士） 黎家樂（香港中文大學哲學系碩士）                                                      | /                                                                                   |                                                    |
| 23   | 11月2日      | 真係好科學         | 楊俊賢（柏林洪堡大學/倫敦國王學院博士生） 李敬恒（明愛專上學院人文及語言學院高級講師） 江萬琪（美國哥倫比亞大學碩士） 陳希敏（國立中正大學碩士）                                    | /                                                                                   |                                                    |
| 24   | 11月9日      | 且讓我們娛樂至死   | 楊俊賢（柏林洪堡大學/倫敦國王學院博士生） 關灝泉（香港中文大學哲學系博士生） 江萬琪（美國哥倫比亞大學碩士） 袁子翹（哲普團體成員）                                                  | /                                                                                   |                                                    |
| 25   | 11月16日     | 香港哲學家：周保松 | 關灝泉（香港中文大學哲學系博士生） 李敬恒（明愛專上學院人文及語言學院高級講師） 洪恩（香港中文大學哲學系碩士）                                                                      | 周保松（香港中文大學政治與行政學系副教授）                                          |                                                    |
| 26   | 11月23日     | 快思慢想           | 關灝泉（香港中文大學哲學系博士生） 黎家樂（香港中文大學哲學系碩士） 楊俊賢（柏林洪堡大學/倫敦國王學院博士生）                                                                       | 羅安庭（香港大學心理學哲學博士）                                                    |                                                    |
| 27   | 11月30日     | 夕爺無限好         | 關灝泉（香港中文大學哲學系博士生） 黎家樂（香港中文大學哲學系碩士） 黃頌傑（香港中文大學哲學系博士生） 李敬恒（明愛專上學院人文及語言學院高級講師）                                 | /                                                                                   |                                                    |
| 28   | 12月7日      | 全民動起來         | 楊俊賢（柏林洪堡大學/倫敦國王學院博士生） 鄺雋文（牛津大學博士生） 黃頌傑（香港中文大學哲學系博士生）                                                                               | 王邦華（香港恒生大學社會科學系助理教授）                                            |                                                    |
| 29   | 12月14日     | 傅柯搞邊科?        | 鄭周鳳（香港中文大學哲學系碩士生） 李敬恒（明愛專上學院人文及語言學院高級講師） 楊俊賢（柏林洪堡大學/倫敦國王學院博士生） 袁子翹（哲普團體成員）                                    | /                                                                                   |                                                    |
| 30   | 12月21日     | 胡適識唔識         | 楊俊賢（柏林洪堡大學/倫敦國王學院博士生） 鄺雋文（牛津大學博士生） 李敬恒（明愛專上學院人文及語言學院高級講師）                                                                     | 劉保禧（香港中文大學通識教育部講師）                                                |                                                    |
| 31   | 12月28日     | 真係巧科技?        | 楊俊賢（柏林洪堡大學/倫敦國王學院博士生） 李康廷（香港中文大學哲學系博士） 甘朗賢（香港中文大學哲學系碩士） 袁子翹（哲普團體成員）                                                  | /                                                                                   |                                                    |
| 32   | 2021年1月4日 | 香港哲學家：陳漢生 | 楊俊賢（柏林洪堡大學/倫敦國王學院博士生） 吳啟超（香港中文大學哲學系高級講師） 劉保禧（通識教育基礎課程講師）                                                                       | 陳漢生（Chad Hansen）（香港大學哲學系名譽暨講座教授）                               |                                                    |
| 33   | 1月11日      | 我們與惡的距離     | 關灝泉（香港中文大學哲學系博士生） 吳啟超（香港中文大學哲學系高級講師） 李敬恒（明愛專上學院人文及語言學院高級講師）                                                                | 鄧小虎（香港大學中文學院副教授）                                                    |                                                    |
| 34   | 1月18日      | 人權哪裏來？       | 楊俊賢（柏林洪堡大學/倫敦國王學院博士生） 關灝泉（香港中文大學哲學系博士生） 李敬恒（明愛專上學院人文及語言學院高級講師）                                                           | 陳成斌（香港浸會大學宗教及哲學系助理教授）                                          |                                                    |
| 35   | 1月25日      | 攝人的哲學         | 吳啟超（香港中文大學哲學系高級講師） 李敬恒（明愛專上學院人文及語言學院高級講師） 李康廷（香港中文大學哲學系博士）                                                                  | 蕭偉恒（香港中文大學藝術系兼任講師）                                                |                                                    |
| 36   | 2月1日       | 自由的最後堡壘     | 鄭周鳳（香港中文大學哲學系碩士生） 楊俊賢（柏林洪堡大學/倫敦國王學院博士生） 關灝泉（香港中文大學哲學系博士生） 李康廷（香港中文大學哲學系博士） 鄺雋文（牛津大學博士生）           | /                                                                                   |                                                    |

### 歷史係咁話 2020
《歷史係咁話 2020》（英語：History Night 2020），是香港電台製作的文化清談節目，於星期二播出。大學教授、講師及研究歷史同好，與觀眾縱橫浩瀚歷史汪洋，重新發現我們社會、文化的前世今生。
| 集數 | 播映日期     | 主題           | 主持 | 嘉賓                                                   | 收看節目                                           |
| 1    | 2020年6月2日 | 室室有號泣之哀 | 曾卓然(嶺南大學中文系哲學博士) 吳海傑(香港大學法律學院副教授) 譚家齊(香港浸會大學歷史系助理教授) 范永聰(香港浸會大學歷史系一級講師) 羅樂然(香港公開大學人文社會科學院講師) | /                                                      | （页面存档备份，存于） RTHK （页面存档备份，存于） |
| 2    | 6月9日       | 春風送暖入屠蘇 | 曾卓然(嶺南大學中文系哲學博士) 羅婉嫻(香港浸會大學歷史系一級講師) 吳海傑(香港大學法律學院副教授) 譚家齊(香港浸會大學歷史系助理教授)                                        | 吳易叡(香港大學李嘉誠醫學院醫學倫理及人文學部助理教授) | （页面存档备份，存于） RTHK （页面存档备份，存于） |
| 3    | 6月16日      | 聖主如天萬物春 | 曾卓然(嶺南大學中文系哲學博士) 吳海傑(香港大學法律學院副教授) 譚家齊(香港浸會大學歷史系助理教授) 羅樂然(香港公開大學人文社會科學院講師)                                    | /                                                      | （页面存档备份，存于） RTHK （页面存档备份，存于） |
| 4    | 6月23日      | 噤口群鴉集禁林 | 曾卓然(嶺南大學中文系哲學博士) 譚家齊(香港浸會大學歷史系助理教授) 范永聰（香港浸會大學歷史系一級講師） 羅婉嫻(香港浸會大學歷史系一級講師)                                  | /                                                      | （页面存档备份，存于） RTHK （页面存档备份，存于） |
| 5    | 6月30日      | 睡到人間飯熟時 | 曾卓然(嶺南大學中文系哲學博士) 吳海傑(香港大學法律學院副教授) 譚家齊(香港浸會大學歷史系助理教授) 羅婉嫻(香港浸會大學歷史系一級講師)                                        | /                                                      | （页面存档备份，存于） RTHK （页面存档备份，存于） |
| 6    | 7月7日       | 力拔山兮氣蓋世 | 曾卓然(嶺南大學中文系哲學博士) 吳海傑(香港大學法律學院副教授) 譚家齊(香港浸會大學歷史系助理教授) 羅婉嫻(香港浸會大學歷史系一級講師)                                        | /                                                      | （页面存档备份，存于）                             |
| 7    | 7月14日      | 義士還鄉盡錦衣 | 曾卓然(嶺南大學中文系哲學博士) 譚家齊(香港浸會大學歷史系助理教授) 范永聰(香港浸會大學歷史系一級講師) 羅樂然(香港公開大學人文社會科學院講師)                                | /                                                      | （页面存档备份，存于）                             |
| 8    | 7月21日      | 環珮空響桃花源 | 曾卓然(嶺南大學中文系哲學博士) 吳海傑(香港大學法律學院副教授) 譚家齊(香港浸會大學歷史系助理教授) 范永聰(香港浸會大學歷史系一級講師)                                        | /                                                      | （页面存档备份，存于）                             |
| 9    | 7月28日      | 獄中留駐自由人 | 曾卓然(嶺南大學中文系哲學博士) 譚家齊(香港浸會大學歷史系助理教授) 吳海傑(香港大學法律學院副教授) 羅婉嫻(香港浸會大學歷史系一級講師)                                        | /                                                      | （页面存档备份，存于）                             |
| 10   | 8月4日       | 西茶久食益意思 | 曾卓然(嶺南大學中文系哲學博士) 吳海傑(香港大學法律學院副教授) 譚家齊(香港浸會大學歷史系助理教授) 羅樂然(香港公開大學人文社會科學院講師)                                    | /                                                      | （页面存档备份，存于）                             |
| 11   | 8月11日      | 飽來隨意飲高馡 | 曾卓然(嶺南大學中文系哲學博士) 吳海傑(香港大學法律學院副教授) 譚家齊(香港浸會大學歷史系助理教授) 羅樂然(香港公開大學人文社會科學院講師)                                    | /                                                      | （页面存档备份，存于）                             |
| 12   | 8月18日      | 普天宇內皆王土 | 曾卓然(嶺南大學中文系哲學博士) 吳海傑(香港大學法律學院副教授) 譚家齊(香港浸會大學歷史系助理教授)                                                                           | 方金平(澳洲國立大學亞太學院博士候選人)                 | （页面存档备份，存于）                             |
| 13   | 8月25日      | 龍涎猶嚼口脂香 | 譚家齊(香港浸會大學歷史系助理教授) 曾卓然(嶺南大學中文系哲學博士) 范永聰(香港浸會大學歷史系一級講師) 羅樂然(香港公開大學人文社會科學院講師)                                | /                                                      | （页面存档备份，存于）                             |
| 14   | 9月1日       | 甘露太甜非正味 | 譚家齊(香港浸會大學歷史系助理教授) 曾卓然(嶺南大學中文系哲學博士) 范永聰(香港浸會大學歷史系一級講師) 羅婉嫻(香港浸會大學歷史系一級講師)                                    | /                                                      | （页面存档备份，存于）                             |
| 15   | 9月8日       | 巍峨晶石翡冷翠 | 吳海傑（香港大學法律學院副教授） 范永聰（香港浸會大學歷史系一級講師） 曾卓然（嶺南大學中文系哲學博士）                                                                     | 徐頌雯（香港城市大學建築學及土木工程學系助理教授）     | （页面存档备份，存于）                             |
| 16   | 9月15日      | 相愛也未算萬能 | 曾卓然(嶺南大學中文系哲學博士) 范永聰(香港浸會大學歷史系高級講師) 羅婉嫻(香港浸會大學歷史系一級講師)                                                                       | 朱耀偉(香港大學現代語言及文化學院教授)                 |                                                    |
| 17   | 9月22日      | 天道異色新世界 | 譚家齊(香港浸會大學歷史系助理教授) 曾卓然(嶺南大學中文系哲學博士) 羅樂然(香港公開大學人文社會科學院講師)                                                                   | 孔德維（費薩爾國王學術與伊斯蘭研究中心研究員）         |                                                    |
| 18   | 9月29日      | 金閣禪寂亦草庵 | 譚家齊(香港浸會大學歷史系助理教授) 曾卓然(嶺南大學中文系哲學博士) 羅樂然(香港公開大學人文社會科學院講師)                                                                   | 黎東耀（香港珠海學院建築系副教授）                     |                                                    |
| 19   | 10月6日      | 天涯競奪藏寶地 | 譚家齊(香港浸會大學歷史系助理教授) 曾卓然(嶺南大學中文系哲學博士) 羅婉嫻(香港浸會大學歷史系高級講師)                                                                       | 李建深(香港浸會大學歷史系副教授)                       |                                                    |
| 20   | 10月13日     | 飲譽全球最工夫 | 吳海傑(香港大學法律學院副教授) 譚家齊(香港浸會大學歷史系助理教授) 曾卓然(嶺南大學中文系哲學博士)                                                                           | 張樂翔（香港科技大學人文社會科學學院助理教授）         |                                                    |
| 21   | 10月20日     | 齊一道德辟三舍 | 譚家齊(香港浸會大學歷史系助理教授) 曾卓然(嶺南大學中文系哲學博士) 羅樂然(香港公開大學人文社會科學院講師)                                                                   | 朱銘堅（香港大學中文學院助理教授）                     |                                                    |
| 22   | 10月27日     | 亦開風氣亦為師 | 譚家齊(香港浸會大學歷史系助理教授) 曾卓然(嶺南大學中文系哲學博士) 羅樂然(香港公開大學人文社會科學院講師)                                                                   | 張曉宇(香港中文大學歷史系助理教授)                     |                                                    |
| 23   | 11月3日      | 托孤討賊興復效 | 譚家齊(香港浸會大學歷史系助理教授) 曾卓然(嶺南大學中文系哲學博士) 羅樂然(香港公開大學人文社會科學院講師) 范永聰(香港浸會大學歷史系高級講師)                                | /                                                      |                                                    |
| 24   | 11月10日     | 頂天立地奇男子 | 吳海傑(香港大學法律學院副教授) 譚家齊(香港浸會大學歷史系助理教授) 范永聰(香港浸會大學歷史系高級講師) 曾卓然(嶺南大學中文系哲學博士)                                        | /                                                      |                                                    |
| 25   | 11月17日     | 虹橋直跨天南北 | 譚家齊（香港浸會大學歷史系助理教授） 曾卓然（嶺南大學中文系哲學博士） 范永聰（香港浸會大學歷史系高級講師）                                                                 | 黎東耀（香港珠海學院建築系副教授）                     |                                                    |
| 26   | 11月24日     | 橋上窗影夢裡人 | 吳海傑(香港大學法律學院副教授) 譚家齊(香港浸會大學歷史系助理教授) 曾卓然(嶺南大學中文系哲學博士)                                                                           | 徐頌雯(香港城市大學建築學及土木工程學系助理教授)       |                                                    |
| 27   | 12月1日      | 滄波不歸成踏潮 | 吳海傑(香港大學法律學院副教授) 曾卓然(嶺南大學中文系哲學博士) 羅婉嫻(香港浸會大學歷史系一級講師)                                                                           | 劉智鵬(嶺南大學歷史系教授)                             |                                                    |
| 28   | 12月8日      | 曾經天上三千劫 | 譚家齊(香港浸會大學歷史系副教授) 范永聰(香港浸會大學歷史系高級講師) 曾卓然(嶺南大學中文系哲學博士)                                                                         | 王迪安(香港大學現代語言及文化學院副教授)               |                                                    |
| 29   | 12月15日     | 腹有詩書氣自華 | 吳海傑(香港大學法律學院副教授) 譚家齊(香港浸會大學歷史系副教授) 曾卓然(香港嶺南大學中文系哲學博士)                                                                         | 梁偉基(香港中文大學歷史系哲學博士)                     |                                                    |
| 30   | 12月22日     | 閨閣芝蘭作桃李 | 曾卓然(嶺南大學中文系哲學博士) 羅婉嫻(香港浸會大學歷史系一級講師) 羅樂然(香港公開大學人文社會科學院助理教授)                                                               | 何韻詩（香港大學附屬學院講師）                         |                                                    |
| 31   | 12月29日     | 侯門一入深似海 | 吳海傑（香港大學法律學院副教授） 譚家齊（香港浸會大學歷史系副教授） 羅婉嫻（香港浸會大學歷史系一級講師） 曾卓然（香港嶺南大學中文系哲學博士）                              | /                                                      |                                                    |
| 32   | 2021年1月5日 | 白頭勢欲敵崐崙 | 譚家齊（香港浸會大學歷史系副教授） 范永聰（香港浸會大學歷史系高級講師） 曾卓然（香港嶺南大學中文系哲學博士） 羅樂然（香港公開大學人文社會科學院助理教授）                  | /                                                      |                                                    |
| 33   | 1月12日      | 流動身世異鄉人 | 吳海傑(香港大學法律學院副教授) 譚家齊(香港浸會大學歷史系副教授) 曾卓然(香港嶺南大學中文系哲學博士)                                                                         | 鄭煒(香港城市大學公共政策學系副教授)                   |                                                    |
| 34   | 1月19日      | 工尺查撐史中尋 | 譚家齊(香港浸會大學歷史系副教授) 范永聰(香港浸會大學歷史系高級講師) 曾卓然(香港嶺南大學中文系哲學博士)                                                                     | 程美寶(香港城市大學中文及歷史學系教授)                 |                                                    |
| 35   | 1月26日      | 四醉人經綸問答 | 吳海傑(香港大學法律學院副教授) 譚家齊(香港浸會大學歷史系副教授) 曾卓然(香港嶺南大學中文系哲學博士)                                                                         | 周佳榮(香港浸會大學歷史系榮休教授)                     |                                                    |
| 36   | 2月2日       | 鳳去臺空江自流 | 譚家齊(香港浸會大學歷史系副教授) 范永聰(香港浸會大學歷史系高級講師) 曾卓然(香港嶺南大學中文系哲學博士)                                                                     | 黃文江(香港浸會大學歷史系教授)                         |                                                    |

### 學人串社科 2020
《學人串社科 2020》（英語：Social Science Night 2020），是香港電台製作的文化清談節目，於星期三播出。社會科學跨界討論，從不同研究角度，討論社會的人和事，經濟學、心理學、新聞學、政治哲學，尋找出絲絲脈絡，解構社會現象。
| 集數 | 播映日期     | 主題                 | 主持 | 嘉賓 | 收看節目                    |
| 1    | 2020年6月3日 | 疫症與政治           | 林緻茵（香港大學政治與公共行政學系博士） 鄧鍵一（香港恒生大學社會科學系助理教授） 黃宇軒（香港城市大學專上學院助理教授）                      | 余柏康（香港中文大學地理與資源管理學系博士後研究員）                                                                                       | （页面存档备份，存于） RTHK |
| 2    | 6月10日      | 民主可以當飯食？     | 阮穎嫻（香港大學經濟及工商管理學院助理講師） 蔡子熙（網台財經主持） 陳德廉（香港大學前經濟系專任導師）                                        | 成名（香港科技大學社會科學部副教授） | （页面存档备份，存于） RTHK |
| 3    | 6月17日      | 數碼極權             | 李立峯（香港中文大學新聞與傳播學院教授） 梁啟智（香港中文大學新聞與傳播學院客席講師） 鄭煒（香港城市大學公共政策學系副教授）                  | 傅景華（香港大學新聞及傳媒研究中心副教授）                                                                                                 | （页面存档备份，存于） RTHK |
| 4    | 6月24日      | 科技利大於弊         | 李立峯（香港中文大學新聞與傳播學院教授） 梁啟智（香港中文大學新聞與傳播學院客席講師） 歐陽檉（香港大學社會學系講師）                          | 陳志宏（紐約大學物理學系博士） | （页面存档备份，存于） RTHK |
| 5    | 7月1日       | 慈母多敗兒？         | 陳濬靈（香港大學心理學系副教授） | 伍斐然（香港中文大學教育心理學系副教授） 黃綺妮（香港中文大學教育行政與政策學系助理教授） 羅偉柏（香港教育大學心理學系助理教授）           | （页面存档备份，存于）      |
| 6    | 7月8日       | 小心洗腦             | 何雪瑩（城市研究者） 林緻茵（香港大學政治與公共行政學系博士） 鄧鍵一（香港恒生大學社會科學系助理教授） 黃宇軒（伍倫貢學院社會科學院助理教授） | / | （页面存档备份，存于）      |
| 7    | 7月15日      | 無得去旅行！         | 黃宇軒（伍倫貢學院社會科學院助理教授） 曾仲堅（香港樹仁大學社會學系講師） 何雪瑩（城市研究者）                                                | 陳志遠（本地深度遊公司創辦人） | （页面存档备份，存于）      |
| 8    | 7月22日      | 教你搵錢             | 阮穎嫻（香港大學經濟及工商管理學院助理講師） 蔡子熙（網台財經主持） 陳德廉（香港大學前經濟系專任導師）                                        | 孔德維（香港中文大學伊斯蘭文化研究中心博士後研究員）                                                                                       | （页面存档备份，存于）      |
| 9    | 7月29日      | 政．教學             | 阮穎嫻（香港大學經濟及工商管理學院助理講師） 蔡子熙（網台財經主持）                                                                           | 陳士齊（香港浸會大學宗教及哲學系前高級講師） 孔德維（香港中文大學伊斯蘭文化研究中心博士後研究員）                                          | （页面存档备份，存于）      |
| 10   | 8月5日       | 中立很難             | 李立峯（香港中文大學新聞與傳播學院教授） 林緻茵（香港大學政治與公共行政學系博士） 鄧鍵一（香港恒生大學社會科學系助理教授）                    | 陳智遠（前食物及衞生局政治助理） | （页面存档备份，存于）      |
| 11   | 8月12日      | 政策研咩究           | 鄧鍵一（香港恒生大學社會科學系助理教授） 林緻茵（香港大學政治與公共行政學系博士）                                                             | 黃偉豪（香港中文大學政治與行政學系副教授） 葉文祺（公共政策研究員）                                                                        | （页面存档备份，存于）      |
| 12   | 8月19日      | 多難興邦             | 陳濬靈（香港大學心理學系副教授） | 鍾民祥（香港中文大學教育心理學系教授） 陳麗雲（香港大學社會工作及社會行政學系教授） 蔡暉明（臨床心理學家）                                 | （页面存档备份，存于）      |
| 13   | 8月26日      | 時代擇言             | 阮穎嫻（香港大學經濟及工商管理學院助理講師）                                                                                                  | 劉擇明（香港教育大學語言學及現代語言系助理教授） 歐陽偉豪（藝人）                                                                          | （页面存档备份，存于）      |
| 14   | 9月2日       | 我要上樓             | 李立峯（香港中文大學新聞與傳播學院教授） 梁啟智（香港中文大學新聞與傳播學院客席講師） 曾仲堅（香港樹仁大學社會學系助理教授）                  | 黃培烽（香港大學社會學系講師） | （页面存档备份，存于）      |
| 15   | 9月9日       | 窮到住公屋？         | 李立峯（香港中文大學新聞與傳播學院教授） 梁啟智（香港中文大學新聞與傳播學院客席講師） 曾仲堅（香港樹仁大學社會學系助理教授）                  | 黃培烽（香港大學社會學系講師） | （页面存档备份，存于）      |
| 16   | 9月16日      | 社區喺邊度           | 黃宇軒（伍倫貢學院社會科學院助理教授） 何雪瑩（城市研究者）                                                                                   | 鍾曉烽（香港中文大學新聞與傳播學院哲學碩士） 盧樂謙（藝術工作者）                                                                          |                             |
| 17   | 9月23日      | 喂，靚仔，你邊度架？ | 陳濬靈（香港大學心理學系副教授） | 康螢儀（香港中文大學市場學系教授） 趙志裕（香港中文大學心理學系教授） 李肇祐（香港教育大學亞洲及政策研究學系副教授）                       |                             |
| 18   | 9月30日      | 銀行修理員           | 阮穎嫻（香港大學經濟及工商管理學院講師） 陳德廉（香港大學前經濟系專任導師） 蔡子熙（網台財經主持）                                            | 吳明德（香港浸會大學客座副教授） |                             |
| 19   | 10月7日      | 姐姐你好嘢           | 陳濬靈（香港大學心理學系副教授） | 譚廸詩（香港浸會大學人文及創作系助理教授） 張家樂（香港浸會大學社會學系助理教授） 方偉晶（香港大學社會學系講座教授及系主任）               |                             |
| 20   | 10月14日     | 文青不想士紳化？     | 何雪瑩（城市研究者） 黃宇軒（伍倫貢學院社會科學院助理教授）                                                                                   | 王天仁（藝術家） 羅雅寧（中西區關注組召集人）                                                                                              |                             |
| 21   | 10月21日     | 謠言惑眾！           | 歐陽檉（香港大學社會學系講師） 林緻茵（香港大學政治與公共行政學系哲學博士） 鄧鍵一（香港恒生大學社會科學系助理教授）                          | 范永聰（香港浸會大學歷史系高級講師） |                             |
| 22   | 10月28日     | 又嚟移民潮           | 李立峯（香港中文大學新聞與傳播學院教授） 梁啟智（香港中文大學新聞與傳播學院客席講師） 鄭煒（香港城市大學公共政策學系副教授）                  | 方偉晶（香港大學社會學系講座教授及系主任）                                                                                                 |                             |
| 23   | 11月4日      | 點解要攬炒？         | 李立峯（香港中文大學新聞與傳播學院教授） 梁啟智（香港中文大學新聞與傳播學院客席講師） 曾仲堅（香港樹仁大學社會學系助理教授）                  | 李祖喬（香港恒生大學社會科學系講師） |                             |
| 24   | 11月11日     | 抗疫新常態           | 林緻茵（香港大學政治與公共行政學系哲學博士） 鄭煒（香港城市大學公共政策學系副教授）                                                           | 孟繁麟（香港城市大學公共政策學系助理教授） 陳錦榮（香港浸會大學人文及創作系講座教授）                                                      |                             |
| 25   | 11月18日     | 香港靚唔靚？         | 何雪瑩（城市研究者） 黃宇軒（伍倫貢學院社會科學院助理教授）                                                                                   | 郭斯恆（街道觀察者） 陳嘉文（記者及文化工作者）                                                                                            |                             |
| 26   | 11月25日     | 真係好科普           | 阮穎嫻（香港大學經管學院講師） | 余海峯（香港大學理學院助理講師） 陳文豪（香港教育大學科學與環境學系助理教授） 麥嘉慧（香港大學理學院講師） 鄺士山（化學專家）              |                             |
| 27   | 12月2日      | 如何改變社會         | 鄧鍵一（香港恒生大學社會科學系助理教授） 黃宇軒（伍倫貢學院社會科學院助理教授） 何雪瑩（城市研究者）                                          | 蕭競聰（香港理工大學設計學院副教授） |                             |
| 28   | 12月9日      | 審判KOL              | 鄧鍵一（香港恒生大學社會科學系助理教授） 黃宇軒（伍倫貢學院社會科學院助理教授） 林緻茵（香港大學政治與公共行政學系哲學博士）                  | 羅永聰（公關顧問） |                             |
| 29   | 12月16日     | 今日講鐵             | 李立峯（香港中文大學新聞與傳播學院教授） 梁啟智（香港中文大學新聞與傳播學院客席講師）                                                         | 陳嘉朗（交通研究者） 黃俊邦（交通研究者）                                                                                                  |                             |
| 30   | 12月23日     | 何處香港             | 李立峯（香港中文大學新聞與傳播學院教授） 梁啟智（香港中文大學新聞與傳播學院客席講師） 鄭煒（香港城市大學公共政策學系副教授）                  | 王迪安（香港大學文學院副教授） |                             |
| 31   | 12月30日     | 香港的尷尬與矛盾     | 林緻茵（香港大學政治與公共行政學系哲學博士） 鄭煒（香港城市大學公共政策學系副教授）                                                           | 呂大樂（香港教育大學亞洲及政策研究學系講座教授） 曾鈺成（前立法會主席）                                                                    |                             |
| 32   | 2021年1月6日 | 香港無文化？         | 鄧鍵一（香港恒生大學社會科學系助理教授） 何雪瑩（城市研究者） 黃宇軒（伍倫貢學院社會科學院助理教授）                                          | 茹國烈（資深藝術行政人員） |                             |
| 33   | 1月13日      | 左右做人難           | 阮穎嫻（香港大學經管學院講師） | 黃裕舜（牛津大學政治哲學系博士生） 盧安迪（史丹福大學經濟學系博士生）                                                                      |                             |
| 34   | 1月20日      | 女權分子去咗邊       | 阮穎嫻（香港大學經管學院講師） | 何式凝（香港大學社會工作及社會行政學系教授） 黃鈺螢（性別研究學者） 黃于喬（身體自主倡議者）                                               |                             |
| 35   | 1月27日      | 識字好過識人         | 陳濬靈（香港大學心理學系副教授） | 張星恒（香港大學心理學系副教授） 譚智恒（香港知專設計學院傳意設計學系系主任） 陳濬人（設計公司總監）                                       |                             |
| 36   | 2月3日       | 夢見精神分析         | 陳濬靈（香港大學心理學系副教授） | 余啟程（香港樹仁大學輔導及心理學系教授） 符瑋（香港樹仁大學輔導及心理學系副教授） 吳易叡（香港大學李嘉誠醫學院醫學倫理及人文學部助理教授） |                             |

### 文學放得開 2020
《文學放得開 2020》（英語：Literature Night 2020），是香港電台製作的文化清談節目，於星期四播出。作家及香港文學館總策展人鄧小樺聯同文學界好友，天南地北，暢談文學趣聞，拓濶觀眾對文學的視野。
| 集數 | 播映日期 | 主題               | 主持                                                                                     | 嘉賓 | 收看節目                                            |
| 1    | 6月4日   | 鼠疫之城           | 鄧小樺(作家/香港文學館總策展人) 米哈(作家) 黃嘉瀛(藝術家) 鄧正健(文化評論人)             | 張婉雯(作家) | （页面存档备份，存于） RTHK （页面存档备份，存于）  |
| 2    | 6月11日  | 卡繆人生           | 米哈(作家) 鄧小樺(作家/香港文學館總策展人) 鄧正健(文化評論人) 黃嘉瀛(藝術家)             | 甄拔濤(劇場編劇/導演)                                                                                                   | （页面存档备份，存于）} RTHK （页面存档备份，存于） |
| 3    | 6月18日  | 陳冠中零公里       | 鄧小樺（作家/香港文學館總策展人） 米哈（作家） 鄧正健（文化評論人）                      | 陳冠中（作家） | （页面存档备份，存于）} RTHK （页面存档备份，存于） |
| 4    | 6月25日  | 隔離十日談         | 米哈（作家）                                                                             | 黃嘉瀛（藝術家） 黃鈺螢（詩人） 鄧烱榕（文化人）                                                                        | （页面存档备份，存于） RTHK （页面存档备份，存于）  |
| 5    | 7月2日   | 史記不高興         | 鄧小樺（作家/香港文學館總策展人） 黃嘉瀛（藝術家）                                       | 朱少璋（香港浸會大學語文中心高級講師） 曾卓然（嶺南大學中文系哲學博士）                                                 | （页面存档备份，存于）                              |
| 6    | 7月9日   | 笑聲與嘲弄         | 米哈（作家） 鄧正健（文化評論人） 鄧烱榕（文化人） 張婉雯（作家）                        | / | （页面存档备份，存于）                              |
| 7    | 7月16日  | 因子之名           | 米哈（作家） 鄧小樺（作家／香港文學館總策展人） 鄧正健（文化評論人）                     | 董啟章（作家） | （页面存档备份，存于）                              |
| 8    | 7月23日  | 因父之名           | 米哈（作家） 鄧小樺（作家／香港文學館總策展人） 鄧正健（文化評論人）                     | 董啟章（作家） | （页面存档备份，存于）                              |
| 9    | 7月30日  | 地獄羅生門         | 米哈（作家） 鄧正健（文化評論人）                                                        | 黃鈺螢（詩人） 鄧烱榕（文化人）                                                                                         | （页面存档备份，存于）                              |
| 10   | 8月6日   | 時評懶人包         | 鄧小樺（作家／香港文學館總策展人） 朱少璋（香港浸會大學語文中心高級講師） 張婉雯（作家） | 蔡子強（香港中文大學政治與行政學系高級講師）                                                                            | （页面存档备份，存于）                              |
| 11   | 8月13日  | 在森林和原野       | 米哈（作家） 張婉雯（作家） 甄拔濤（劇場編劇/導演）                                      | 葉曉文（作家） | （页面存档备份，存于）                              |
| 12   | 8月20日  | 人生初見納蘭詞     | 鄧小樺（作家／香港文學館總策展人） 黃嘉瀛（藝術家）                                      | 陳煒舜（香港中文大學中國語言及文學系副教授） 勞緯洛（作家）                                                             | （页面存档备份，存于）                              |
| 13   | 8月27日  | 自由主義殷海光     | 鄧小樺（作家／香港文學館總策展人） 黃嘉瀛（藝術家）                                      | 陳智德（香港教育大學文學及文化學系副教授） 曾卓然（嶺南大學中文系哲學博士）                                             | （页面存档备份，存于）                              |
| 14   | 9月3日   | 放大大江健三郎     | 米哈（作家） 黃嘉瀛（藝術家） 鄧正健（文化評論人） 甄拔濤（劇場編劇/導演）               | / | （页面存档备份，存于）                              |
| 15   | 9月10日  | 小燕雙飛二晏詞     | 鄧小樺（作家／香港文學館總策展人）                                                       | 黃鈺螢（詩人） 陳煒舜（香港中文大學中國語言及文學系副教授） 勞緯洛（作家）                                              | （页面存档备份，存于）                              |
| 16   | 9月17日  | 中文科不考甚麼     | 鄧小樺（作家／香港文學館總策展人） 黃嘉瀛 (藝術家)                                       | 呂永佳（詩人／中文科科主任） 曾卓然（嶺南大學中文系哲學博士）                                                           | （页面存档备份，存于）                              |
| 17   | 9月24日  | 華麗百年張愛玲     | 鄧小樺（作家/香港文學館總策展人）                                                        | 郭詩詠（香港恒生大學中文系助理教授） 黃念欣（香港中文大學中國語言及文學系副教授） 呂永佳（作家/香港浸會大學中文系博士） | （页面存档备份，存于）                              |
| 18   | 10月1日  | 百年蒼涼張愛玲     | 鄧小樺（作家/香港文學館總策展人）                                                        | 郭詩詠（香港恒生大學中文系助理教授） 黃念欣（香港中文大學中國語言及文學系副教授） 呂永佳（作家/香港浸會大學中文系博士） | （页面存档备份，存于）                              |
| 19   | 10月8日  | 香港電影貪新戀舊   | 鄧小樺（作家/香港文學館總策展人）                                                        | 黃綺琳（《金都》編劇/導演） 周冠威（《幻愛》編劇/導演） 鄭政恆（作家/文化評論人）                                       | （页面存档备份，存于）                              |
| 20   | 10月15日 | 看得見的卡爾維諾   | 米哈(作家) 黃嘉瀛(藝術家) 鄧正健(文化評論人) 甄拔濤(劇場編劇/導演)                       | / | （页面存档备份，存于）                              |
| 21   | 10月22日 | 枉入紅塵賈寶玉     | 鄧小樺（作家／香港文學館總策展人）                                                       | 陳煒舜（香港中文大學中國語言及文學系副教授） 勞緯洛（作家） 黃鈺螢（詩人）                                              | （页面存档备份，存于）                              |
| 22   | 10月29日 | 巫婆．妖女．學生妹 | 米哈（作家） 甄拔濤（劇場編劇/導演） 黃嘉瀛（藝術家） 黃鈺螢（詩人）                     | / | （页面存档备份，存于）                              |
| 23   | 11月5日  | 香港失落葉靈鳳     | 鄧小樺（作家／香港文學館總策展人）]                                                      | 陳智德（香港教育大學文學及文化學系副教授） 黃念欣（香港中文大學中國語言及文學系副教授） 鄭政恆（作家/文化評論人）       | （页面存档备份，存于）                              |
| 24   | 11月12日 | 香港人葉靈鳳       | 鄧小樺（作家／香港文學館總策展人）                                                       | 陳智德（香港教育大學文學及文化學系副教授） 黃念欣（香港中文大學中國語言及文學系副教授） 鄭政恆（作家/文化評論人）       | （页面存档备份，存于）                              |
| 25   | 11月19日 | 今夕林夕           | 鄧小樺（作家／香港文學館總策展人） 米哈（作家）                                          | 呂永佳（作家／香港浸會大學中文系博士） 張可森（填詞人／文化評論人）                                                     | （页面存档备份，存于）                              |
| 26   | 11月26日 | 無限放逐           | 米哈（作家） 鄧正健（文化評論人） 鄧烱榕（文化人） 甄拔濤（劇場編劇/導演）               | / | （页面存档备份，存于）                              |
| 27   | 12月3日  | 韓國文學懶人包     | 鄧小樺（作家／香港文學館總策展人）                                                       | 范永聰（香港浸會大學歷史系高級講師） 鄭政恆（作家/文化評論人） 陳成軍（旅遊文學作者）                                   | （页面存档备份，存于）                              |
| 28   | 12月10日 | 榮格俱樂部         | 米哈（作家） 韓麗珠（作家） 鄧正健（文化評論人） 鄧烱榕（文化人）                        | / | （页面存档备份，存于）                              |
| 29   | 12月17日 | 禁色三島由紀夫     | 米哈（作家） 黃嘉瀛（藝術家） 鄧烱榕（文化人）                                           | 呂永佳（香港浸會大學中文系博士）                                                                                        | （页面存档备份，存于）                              |
| 30   | 12月25日 | 記者在哪裏         | 鄧小樺（作家／香港文學館總策展人） 張婉雯（作家）                                        | 譚蕙芸（港中文大學新聞與傳僠學院講師） 何潔泓（獨立紀錄片導演）                                                         | （页面存档备份，存于）                              |
| 31   | 12月31日 | 自然憂傷沈從文     | 鄧小樺（作家／香港文學館總策展人）                                                       | 郭詩詠（香港恒生大學中文系助理教授） 黃念欣（香港中文大學中國語言及文學系副教授） 曾卓然（嶺南大學中文系哲學博士）      | （页面存档备份，存于）                              |
| 32   | 1月7日   | 癡迷情狂沈從文     | 鄧小樺（作家／香港文學館總策展人）                                                       | 郭詩詠（香港恒生大學中文系助理教授） 黃念欣（香港中文大學中國語言及文學系副教授） 曾卓然（嶺南大學中文系哲學博士）      | （页面存档备份，存于）                              |
| 33   | 1月14日  | 腹語夏宇           | 鄧小樺（作家／香港文學館總策展人）                                                       | 黃裕邦（香港教育大學高級講師） 呂永佳（作家／香港浸會大學中文系博士） 黃鈺螢（詩人）                                    | （页面存档备份，存于）                              |
| 34   | 1月21日  | 才子狄波頓         | 米哈（作家） 黃嘉瀛（藝術家） 甄拔濤（劇場編劇/導演）                                    | 黃詠詩（劇場編劇/導演）                                                                                                 | （页面存档备份，存于）                              |
| 35   | 1月28日  | 時代日記           | 鄧小樺（作家／香港文學館總策展人）                                                       | 勞緯洛（作家） 黃鈺螢（詩人） 蔡元豐（香港浸會大學中文系副教授）                                                        | （页面存档备份，存于）                              |
| 36   | 2月4日   | 是時候詩了         | 鄧小樺（作家／香港文學館總策展人）                                                       | 黃鈺螢（詩人） 陳煒舜（香港中文大學中國語言及文學系副教授） 李敬恒（明愛專上學院人文及語言學院高級講師）                | （页面存档备份，存于）                              |

### 真係好科學 2020
《真係好科學 2020》（英語：Science Night 2020），是香港電台製作的文化清談節目，於星期五播出。一眾學人致力科學普及化，由宇宙起源到探究未來，將上下而求索。
| 集數 | 播映日期     | 主題             | 主持 | 嘉賓                                                 | 收看節目                                           |
| 1    | 2020年6月5日 | 病毒追兇         | 麥嘉慧（香港大學理學院講師） 陳志宏（紐約大學物理學系博士） 王建鈞（香港中文大學生物化學博士）                                                          | 張栢恒（香港科技大學化學系研究助理教授）             | （页面存档备份，存于） RTHK （页面存档备份，存于） |
| 2    | 6月12日      | 做乜咁蛋白       | 江啟明（新南威爾斯大學機電工程學博士） 張恆鏘（香港中文大學生物化學博士） 吳家亮（香港中文大學分子生物技術學博士） 馬學綸（香港中文大學微生物學博士）   | /                                                    | （页面存档备份，存于） RTHK （页面存档备份，存于） |
| 3    | 6月19日      | 異次元空間       | 江啟明（新南威爾斯大學機電工程學博士） 陳文豪（香港教育大學科學與環境學系助理教授） 余海峯（香港大學理學院助理講師） 陳志宏（紐約大學物理學系博士）     | /                                                    | （页面存档备份，存于） RTHK （页面存档备份，存于） |
| 4    | 6月26日      | 辣椒椒椒辣       | 陳志宏（紐約大學物理學系博士） 馬學綸（香港中文大學微生物學博士） 麥嘉慧（香港大學理學院講師） 王建鈞（香港中文大學生物化學系博士）                     | /                                                    | （页面存档备份，存于） RTHK （页面存档备份，存于） |
| 5    | 7月3日       | 砌機砌到腦       | 江啟明（新南威爾斯大學機電工程學博士） 盧駿揚（香港中文大學分子生物技術學博士） 馬學綸（香港中文大學微生物學博士） 陳志宏（紐約大學物理學系博士）       | /                                                    | （页面存档备份，存于）                             |
| 6    | 7月10日      | 捉不到的靈魂     | 陳志宏（紐約大學物理學系博士） 馬學綸（香港中文大學微生物學博士） 李明（香港中文大學通識教育基礎課程講師） 陳文豪（香港教育大學科學與環境學系助理教授） | /                                                    | （页面存档备份，存于）                             |
| 7    | 7月17日      | 真係有人性？     | 陳志宏（紐約大學物理學系博士） 陳文豪（香港教育大學科學與環境學系助理教授） 余海峯（香港大學理學院助理講師） 馬學綸（香港中文大學微生物學博士）         | /                                                    | （页面存档备份，存于）                             |
| 8    | 7月24日      | 細胞三世書       | 陳志宏（紐約大學物理學系博士） 麥嘉慧（香港大學理學院講師） 馬學綸（香港中文大學微生物學博士） 吳家亮（香港中文大學分子生物技術學博士）                 | /                                                    | （页面存档备份，存于）                             |
| 9    | 7月31日      | 最小作用量原理   | 江啟明（新南威爾斯大學機電工程學博士） 余海峯（香港大學理學院助理講師） 陳志宏（紐約大學物理學系博士）                                                  | 湯兆昇（香港中文大學物理系高級講師）                 | （页面存档备份，存于）                             |
| 10   | 8月7日       | 基因開關掣       | 陳志宏（紐約大學物理學系博士） 張恆鏘（香港中文大學生物化學博士） 馬學綸（香港中文大學微生物學博士） 麥嘉慧（香港大學理學院講師）                       | /                                                    | （页面存档备份，存于）                             |
| 11   | 8月14日      | 搞笑諾貝爾       | 陳志宏（紐約大學物理學系博士） 馬學綸（香港中文大學微生物學博士） 余海峯（香港大學理學院助理講師） 麥嘉慧（香港大學理學院講師）                         | /                                                    | （页面存档备份，存于）                             |
| 12   | 8月21日      | 物種大滅絕       | 陳志宏（紐約大學物理學系博士） 吳家亮（香港中文大學分子生物技術學博士） 王建鈞（香港中文大學生物化學博士） 馬學綸（香港中文大學微生物學博士）           | /                                                    | （页面存档备份，存于）                             |
| 13   | 8月28日      | 古生物大起底     | 陳志宏（紐約大學物理學系博士） 馬學綸（香港中文大學微生物學博士） 戴沛權（香港中文大學地球系統科學課程副教授）                                          | 龍德駿（古生物化石工作者）                           | （页面存档备份，存于）                             |
| 14   | 9月4日       | 恐龍去哪兒鳥     | 陳志宏（紐約大學物理學系博士） 馬學綸（香港中文大學微生物學博士） 戴沛權（香港中文大學地球系統科學課程副教授）                                          | 龍德駿（古生物化石工作者）                           | （页面存档备份，存于）                             |
| 15   | 9月11日      | 小行星防衛戰     | 陳志宏（紐約大學物理學系博士） 余海峯（香港大學理學院助理講師） 馬學綸（香港中文大學微生物學博士）                                                      | 楊光宇（業餘天文學家）                               | （页面存档备份，存于）                             |
| 16   | 9月18日      | 動物移民有限公司 | 陳志宏（紐約大學物理學系博士） 盧駿揚（香港中文大學分子生物技術學博士） 吳家亮（香港中文大學分子生物技術學博士） 馬學綸（香港中文大學微生物學博士）     | /                                                    | （页面存档备份，存于）                             |
| 17   | 9月25日      | 有咩咁得意       | 麥嘉慧（香港大學理學院講師） 馬學綸（香港中文大學微生物學博士） 余海峯（香港大學理學院助理講師） 陳志宏（紐約大學物理學系博士）                         | /                                                    | （页面存档备份，存于）                             |
| 18   | 10月2日      | 科學霸權         | 江啟明（新南威爾斯大學機電工程學博士） 陳文豪（香港教育大學科學與環境學系助理教授） 李明（香港中文大學生物化學博士） 王建鈞（香港中文大學生物化學博士） | /                                                    | （页面存档备份，存于）                             |
| 19   | 10月9日      | 對稱不對稱       | 陳志宏（紐約大學物理學系博士） 馬學綸（香港中文大學微生物學博士） 陳文豪（香港教育大學科學與環境學系助理教授） 盧駿揚（香港中文大學分子生物技術學博士） | /                                                    | （页面存档备份，存于）                             |
| 20   | 10月16日     | 光害香港         | 陳志宏（紐約大學物理學系博士） 馬學綸（香港中文大學微生物學博士） 余海峯（香港大學理學院助理講師）                                                      | 潘振聲（香港大學物理系香港夜空光度監察網絡研究主任） | （页面存档备份，存于）                             |
| 21   | 10月23日     | DNA條碼          | 李明（香港中文大學生物化學博士） 王建鈞（香港中文大學生物化學博士） 麥嘉慧（香港大學理學院講師）                                                        | 盧日東(香港中文大學生物化學博士)                     | （页面存档备份，存于）                             |
| 22   | 10月30日     | 最緊要統一       | 江啟明（新南威爾斯大學機電工程學博士） 陳文豪（香港教育大學科學與環境學系助理教授） 陳志宏（紐約大學物理學系博士）                                      | /                                                    | （页面存档备份，存于）                             |
| 23   | 11月6日      | 走脂新世代       | 王建鈞（香港中文大學生物化學博士） 麥嘉慧（香港大學理學院講師） 李明（香港中文大學生物化學博士）                                                        | 張智良（註冊營養師）                                 | （页面存档备份，存于）                             |
| 24   | 11月13日     | 細菌模特兒       | 李明（香港中文大學生物化學博士） 盧駿揚（香港中文大學分子生物技術學博士） 吳家亮（香港中文大學分子生物技術學博士） 馬學綸（香港中文大學微生物學博士）   | /                                                    | （页面存档备份，存于）                             |
| 25   | 11月20日     | 咩病還需新藥醫   | 馬學綸（香港中文大學微生物學博士） 吳家亮（香港中文大學分子生物技術學博士） 盧駿揚（香港中文大學分子生物技術學博士） 李明（香港中文大學生物化學博士）   | /                                                    | （页面存档备份，存于）                             |
| 26   | 11月27日     | 遙望地球2.0      | 陳志宏（紐約大學物理學系博士） 戴沛權（香港中文大學地球系統科學課程副教授） 余海峯（香港大學理學院助理講師）                                            | 李文愷（香港大學理學院地球科學系副教授）             | （页面存档备份，存于）                             |
| 27   | 12月4日      | 暗黑宇宙         | 江啟明（新南威爾斯大學機電工程學博士） 余海峯（香港大學理學院助理講師） 陳文豪（香港教育大學科學與環境學系助理教授）                                    | 黎偉健（匹茲堡大學物理學博士）                       | （页面存档备份，存于）                             |
| 28   | 12月11日     | 大自然的喪屍     | 余海峯（香港大學理學院助理講師） 馬學綸（香港中文大學微生物學博士） 麥嘉慧（香港大學理學院講師）                                                        | 小肥波（科普作家）                                   | （页面存档备份，存于）                             |
| 29   | 12月18日     | 色光魅影         | 江啟明（新南威爾斯大學機電工程學博士） 余海峯（香港大學理學院助理講師） 麥嘉慧（香港大學理學院講師）                                                    | 龎思浩（業餘攝影師）                                 | （页面存档备份，存于）                             |
| 30   | 12月25日     | 我識條骨咩？     | 陳志宏（紐約大學物理學系博士） 麥嘉慧（香港大學理學院講師） 余海峯（香港大學理學院助理講師）                                                            | 李衍蒨（法醫人類學家）                               | （页面存档备份，存于）                             |
| 31   | 2021年1月1日 | 咖啡PhyChemBio   | 麥嘉慧（香港大學理學院講師） 余海峯（香港大學理學院助理講師） 馬學綸（香港中文大學微生物學博士） 王建鈞（香港中文大學生物化學博士）                     | /                                                    | （页面存档备份，存于）                             |
| 32   | 1月8日       | 禽獸醫學         | 余海峯（香港大學理學院助理講師） 馬學綸（香港中文大學微生物學博士） 吳家亮（香港中文大學分子生物技術學博士）                                            | 陳豐寧（註冊獸醫）                                   | （页面存档备份，存于）                             |
| 33   | 1月15日      | 屬雞的恐龍       | 余海峯（香港大學理學院助理講師） 馬學綸（香港中文大學微生物學博士） 麥嘉慧（香港大學理學院講師）                                                        | 文嘉棋（香港大學地球及行星科學部助理教授（研究））   | （页面存档备份，存于）                             |
| 34   | 1月22日      | 尋龍記           | 余海峯（香港大學理學院助理講師） 馬學綸（香港中文大學微生物學博士） 麥嘉慧（香港大學理學院講師）                                                        | 文嘉棋（香港大學地球及行星科學部助理教授（研究））   | （页面存档备份，存于）                             |
| 35   | 1月29日      | 波 ‧ 全部都係波  | 陳志宏（紐約大學物理學系博士） 余海峯（香港大學理學院助理講師） 馬學綸（香港中文大學微生物學博士） 陳文豪（香港教育大學科學與環境學系助理教授）         | /                                                    | （页面存档备份，存于）                             |
| 36   | 2月5日       | 快樂有偈傾       | 李明（香港中文大學生物化學博士） 馬學綸（香港中文大學微生物學博士） 麥嘉慧（香港大學理學院講師） 司徒偉文（香港中文大學通識教育基礎課程講師）           | /                                                    | （页面存档备份，存于）                             |

## 五夜講場 2021
| 播映日 | 節目名稱        | 總集數 | 首播日期      | 結束日期      | 外部連結                    |
| ------ | --------------- | ------ | ------------- | ------------- | --------------------------- |
| 星期一 | 哲學有偈傾 2021 | 15     | 2021年5月24日 | 2021年8月17日 | RTHK （页面存档备份，存于） |
| 星期二 | 歷史係咁話 2021 | 14     | 2021年5月25日 | 2021年8月11日 | RTHK （页面存档备份，存于） |
| 星期三 | 學人串社科 2021 | 20     | 2021年5月26日 | 2021年9月8日  | RTHK （页面存档备份，存于） |
| 星期四 | 文學放得開 2021 | 19     | 2021年5月27日 | 2021年9月4日  | RTHK （页面存档备份，存于） |
| 星期五 | 真係好科學 2021 | 23     | 2021年5月28日 | 2021年9月14日 | RTHK （页面存档备份，存于） |

### 哲學有偈傾 2021
《哲學有偈傾 2021》（英語：Philosophy Night 2021），是香港電台製作的文化清談節目，於星期一播出。由中文大學哲學系講師和一班師兄弟組成的一個每事問團隊，每次會邀請嘉賓、相關學者，談生死、人生、善惡、美醜等等令人深思的課題，讓大家理清思路，掃除邏輯盲點。監製：羅志華。
| 集數 | 播映日期 | 主題                 | 主持 | 嘉賓                                     | 收看節目                                                   |
| 1    | 5月24日  | 由啟蒙開始……         | 關灝泉（香港中文大學哲學系博士生） 李康廷（香港中文大學哲學系博士） 甘朗賢（香港中文大學哲學系碩士） 李敬恒（明愛專上學院人文及語言學院高級講師） 楊俊賢（柏林洪堡大學/倫敦國王學院博士生） | /                                        | Youtube （页面存档备份，存于） RTHK （页面存档备份，存于） |
| 2    | 5月31日  | 自由價更高？         | 關灝泉（香港中文大學哲學系博士生） 鄺雋文（牛津大學博士生） 李敬恒（明愛專上學院人文及語言學院高級講師） 楊俊賢（柏林洪堡大學/倫敦國王學院博士生）                                          | /                                        | Youtube （页面存档备份，存于） RTHK （页面存档备份，存于） |
| 3    | 6月7日   | 香港哲學家︰陶國璋   | 關灝泉（香港中文大學哲學系博士生） 李敬恒（明愛專上學院人文及語言學院高級講師） | 陶國璋（香港中文大學哲學系客席助理教授） | Youtube （页面存档备份，存于） RTHK （页面存档备份，存于） |
| 4    | 6月14日  | 戲說存在主義         | 李敬恒（明愛專上學院人文及語言學院高級講師） 楊俊賢（柏林洪堡大學/倫敦國王學院博士生） 鄺雋文（牛津大學博士生） 鄭周鳳（香港中文大學哲學系碩士）                                            | /                                        | Youtube （页面存档备份，存于） RTHK （页面存档备份，存于） |
| 5    | 6月21日  | 我思故我在           | 鄭周鳳（香港中文大學哲學系碩士） 李康廷（香港中文大學哲學系博士） 關灝泉（香港中文大學哲學系博士生） 楊俊賢（柏林洪堡大學/倫敦國王學院博士生）                                              | /                                        | Youtube （页面存档备份，存于） RTHK （页面存档备份，存于） |
| 6    | 6月28日  | ……走向反啟蒙？       | 關灝泉（香港中文大學哲學系博士生） 甘朗賢（香港中文大學哲學系碩士） 李敬恒（明愛專上學院人文及語言學院高級講師） 楊俊賢（柏林洪堡大學/倫敦國王學院博士生）                                  | /                                        | Youtube （页面存档备份，存于） RTHK （页面存档备份，存于） |
| 7    | 7月5日   | 卡繆：瘟疫中的異鄉人 | 李敬恒（明愛專上學院人文及語言學院高級講師） 楊俊賢（柏林洪堡大學/倫敦國王學院博士生） 鄭周鳳（香港中文大學哲學系碩士） 鄺雋文（牛津大學博士生）                                            | /                                        | Youtube （页面存档备份，存于） RTHK （页面存档备份，存于） |
| 8    | 7月5日   | 海德格：存在與時間   | 李康廷（香港中文大學哲學系博士） 甘朗賢（香港中文大學哲學系碩士） 李敬恒（明愛專上學院人文及語言學院高級講師） 楊俊賢（柏林洪堡大學/倫敦國王學院博士生）                                    | /                                        | Youtube （页面存档备份，存于） RTHK （页面存档备份，存于） |
| 9    | 7月12日  | 周星馳：無厘頭的來頭 | 鄺雋文（牛津大學博士生） 楊俊賢（柏林洪堡大學/倫敦國王學院博士生） 李敬恒（明愛專上學院人文及語言學院高級講師） 關灝泉（香港中文大學哲學系博士生） 李康廷（香港中文大學哲學系博士）         | /                                        |                                                            |
| 10   | 7月12日  | 丟掉希望？           | 楊俊賢（柏林洪堡大學/倫敦國王學院博士生） 關灝泉（香港中文大學哲學系博士生） 鄺雋文（牛津大學博士生） 袁子翹（哲普團體成員）                                                                | /                                        |                                                            |
| 11   | 7月20日  | 知吾之死             | 李敬恒（明愛專上學院人文及語言學院高級講師） 楊俊賢（柏林洪堡大學/倫敦國王學院博士生） 江萬琪（美國哥倫比亞大學碩士）                                                                       | 黃慧英（香港嶺南大學哲學系兼任教授）     |                                                            |
| 12   | 7月27日  | 政道與治道           | 楊俊賢（柏林洪堡大學/倫敦國王學院博士生） 李敬恒（明愛專上學院人文及語言學院高級講師） 劉保禧（香港中文大學通識教育部講師）                                                                 | 孟繁麟（牛津大學政治哲學博士）           |                                                            |
| 13   | 8月3日   | 昨天的我不是我？     | 楊俊賢（柏林洪堡大學/倫敦國王學院博士生） 江萬琪（美國哥倫比亞大學碩士） 陳希敏（中正大學碩士） 劉灝軒（香港中文大學哲學系碩士）                                                            | /                                        |                                                            |
| 14   | 8月10日  | 劇透莊梅岩:戲劇哲學  | 鄺雋文（牛津大學博士生） 楊俊賢（柏林洪堡大學/倫敦國王學院博士生） 鄭周鳳（香港中文大學哲學系碩士）                                                                                         | 莊梅岩（編劇）                           |                                                            |
| 15   | 8月17日  | 效益主義有冇效？     | 鄺雋文（牛津大學博士生） 李敬恒（明愛專上學院人文及語言學院高級講師） 陳希敏（中正大學碩士）                                                                                                | 郭柏年（香港中文大學哲學系高級講師）     |                                                            |

### 歷史係咁話 2021
《歷史係咁話 2021》（英語：History Night 2021），是香港電台製作的文化清談節目，於星期二播出。大學教授、講師及研究歷史同好，與觀眾縱橫浩瀚歷史汪洋，重新發現我們社會、文化的前世今生。監製：羅志華。
| 集數 | 播映日期 | 主題             | 主持 | 嘉賓                                     | 收看節目 |
| 1    | 5月25日  | 車錯轂兮短兵接   | 吳海傑（香港大學法律學院副教授） 譚家齊（香港浸會大學歷史系副教授） 范永聰（香港浸會大學歷史系高級講師） 曾卓然（香港高等教育科技學院語文及通識教育學院一級講師）             | /                                        | /        |
| 2    | 6月1日   | 直掛雲帆濟滄海   | 吳海傑（香港大學法律學院副教授） 譚家齊（香港浸會大學歷史系副教授） 范永聰（香港浸會大學歷史系高級講師） 曾卓然（香港高等教育科技學院語文及通識教育學院一級講師）             | /                                        | /        |
| 3    | 6月8日   | 船輪攪醒太平夢   | 譚家齊（香港浸會大學歷史系副教授） 范永聰（香港浸會大學歷史系高級講師） 羅婉嫻（香港浸會大學歷史系一級講師） 曾卓然（香港高等教育科技學院語文及通識教育學院一級講師）         | /                                        | /        |
| 4    | 6月15日  | 昭陵六駿四蹄輕   | 吳海傑（香港大學法律學院副教授） 譚家齊（香港浸會大學歷史系副教授） 范永聰（香港浸會大學歷史系高級講師） 曾卓然（香港高等教育科技學院語文及通識教育學院一級講師）             | /                                        | /        |
| 5    | 6月22日  | 欲為君則弒其君？ | 譚家齊（香港浸會大學歷史系副教授） 羅婉嫻（香港浸會大學歷史系一級講師） 羅樂然（香港公開大學人文社會科學院助理教授） 曾卓然（香港高等教育科技學院語文及通識教育學院一級講師） | /                                        | /        |
| 6    | 6月29日  | 誠往詐來清君側   | 吳海傑（香港大學法律學院副教授） 譚家齊（香港浸會大學歷史系副教授） 羅樂然（香港公開大學人文社會科學院助理教授） 曾卓然（香港高等教育科技學院語文及通識教育學院一級講師）     | /                                        | /        |
| 7    | 7月6日   | 銀河軌跡夜未央   | 曾卓然（香港高等教育科技學院語文及通識教育學院一級講師） 范永聰（香港浸會大學歷史系高級講師） 吳海傑（香港大學法律學院副教授） 羅樂然（香港公開大學人文社會科學院助理教授）   | /                                        | /        |
| 8    | 7月6日   | 歐陸球場如戰場   | 吳海傑（香港大學法律學院副教授） 譚家齊（香港浸會大學歷史系副教授） 范永聰（香港浸會大學歷史系高級講師） 曾卓然（香港高等教育科技學院語文及通識教育學院一級講師）             | /                                        | /        |
| 9    | 7月13日  | 鐵軌無敵浮生路   | 吳海傑（香港大學法律學院副教授） 譚家齊（香港浸會大學歷史系副教授） 羅樂然（香港公開大學人文社會科學院助理教授） 曾卓然（香港高等教育科技學院語文及通識教育學院一級講師）     | /                                        | /        |
| 10   | 7月13日  | 五環爭先勝金戈   | 曾卓然（香港高等教育科技學院語文及通識教育學院一級講師） 范永聰（香港浸會大學歷史系高級講師） 吳海傑（香港大學法律學院副教授） 羅樂然（香港公開大學人文社會科學院助理教授）   | /                                        | /        |
| 11   | 7月21日  | 至今千里賴通波   | 譚家齊（香港浸會大學歷史系副教授） 羅樂然（香港公開大學人文社會科學院助理教授） 曾卓然（香港高等教育科技學院語文及通識教育學院一級講師）                                      | 張偉國（香港樹仁大學歷史系教授）         | /        |
| 12   | 7月28日  | 不以成敗論宣和   | 譚家齊（香港浸會大學歷史系副教授） 羅婉嫻（香港浸會大學歷史系一級講師） 曾卓然（香港高等教育科技學院語文及通識教育學院一級講師）                                              | 何冠環（香港樹仁大學歷史系客座教授）     | /        |
| 13   | 8月4日   | 似水流光紙上囚   | 譚家齊（香港浸會大學歷史系副教授） 羅婉嫻（香港浸會大學歷史系一級講師） 曾卓然（香港高等教育科技學院語文及通識教育學院一級講師）                                              | 葉曉燕（香港公開大學創意藝術學系講師）   | /        |
| 14   | 8月11日  | 詩文史哲竺震旦   | 羅樂然（香港公開大學人文社會科學院助理教授） 范永聰（香港浸會大學歷史系高級講師） 曾卓然（香港高等教育科技學院語文及通識教育學院一級講師）                                    | 徐啟軒（香港理工大學中國文化學系副教授） | /        |

### 學人串社科 2021
《學人串社科 2021》（英語：Social Science Night 2021），是香港電台製作的文化清談節目，於星期三播出。社會科學跨界討論，從不同研究角度，討論社會的人和事，經濟學、心理學、新聞學、政治哲學，尋找出絲絲脈絡，解構社會現象。監製：陳彩霞。
| 集數 | 播映日期 | 主題               | 主持 | 嘉賓 | 收看節目 |
| 1    | 5月26日  | 我們都是這樣創作的 | 阮穎嫻（香港大學經管學院講師） 陳智傑（香港恒生大學傳播學院副教授）                                                                                                   | 翁子光（電影導演） 彭秀慧（導演/演員）                                                                       | /        |
| 2    | 6月2日   | 聲東擊西           | 阮穎嫻（香港大學經管學院講師） | 黃裕舜（牛津大學政治哲學系博士生） 盧安迪（史丹福大學經濟學系博士生）                                        | /        |
| 3    | 6月9日   | 難為精英定分界     | 阮穎嫻（香港大學經管學院講師） | 黃裕舜（牛津大學政治哲學系博士生） 盧安迪（史丹福大學經濟學系博士生）                                        | /        |
| 4    | 6月16日  | 時代造星           | 李立峯（香港中文大學新聞與傳播學院教授） 梁啟智（香港中文大學新聞與傳播學院客席講師） 曾仲堅（香港樹仁大學社會學系助理教授）                                          | 譚蕙芸（香港中文大學新聞與傳播學院講師）                                                                     | /        |
| 5    | 6月23日  | 電視大爆炸         | 鄧鍵一（香港恒生大學社會科學系助理教授） 何雪瑩（城市研究者） 黃宇軒（香港中文大學通識課程講師）                                                                      | 馬傑偉（香港中文大學退休教授） 阿果（文化評論人）                                                            | /        |
| 6    | 6月30日  | 從港產片到香港電影 | 李立峯（香港中文大學新聞與傳播學院教授） 梁啟智（香港中文大學新聞與傳播學院客席講師） 曾仲堅（香港樹仁大學社會學系助理教授）                                          | 冼基樺（香港大學社會學系助理教授）                                                                           | /        |
| 7    | 7月7日   | 點解仲要選？       | 林緻茵（香港大學政治與公共行政學系哲學博士） 梁啟智（香港中文大學新聞與傳播學院客席講師） 鄭煒（香港城市大學公共政策學系副教授）                                      | 馬嶽（香港中文大學政治與行政學系副教授）                                                                     | /        |
| 8    | 7月7日   | 誰人定我去或留     | 何雪瑩（城市研究者） 鄧鍵一（香港恒生大學社會科學系助理教授） 黃宇軒（香港中文大學通識課程講師） 袁瑋熙（香港浸會大學政治及國際關係學系助理教授）                     | / | /        |
| 9    | 7月14日  | 講個信字           | 李立峯（香港中文大學新聞與傳播學院教授） 梁啟智（香港中文大學新聞與傳播學院客席講師） 陳智傑（香港恒生大學傳播學院副教授）                                            | 葉蔭聰（香港嶺南大學文化研究系客座助理教授）                                                                 | /        |
| 10   | 7月14日  | 佛系．躺平．小確幸 | 李立峯（香港中文大學新聞與傳播學院教授） 梁啟智（香港中文大學新聞與傳播學院客席講師） 鄧鍵一（香港恒生大學社會科學系助理教授） 曾仲堅（香港樹仁大學社會學系助理教授） | / | /        |
| 11   | 7月22日  | 公共討咩論         | 鄧鍵一（香港恒生大學社會科學系助理教授） 何雪瑩（城市研究者） 黃宇軒（香港中文大學通識課程講師） 楊俊賢（柏林洪堡大學/倫敦國王學院博士生）                            | / | /        |
| 12   | 7月29日  | 早唞啦香港人:-)    | 陳濬靈（香港大學心理學系副教授） | 陳偉思（香港大學心理學系助理教授） 劉月瑩（香港教育大學心理學系副教授） 楊頴輝（香港理工大學護理學院副教授） | /        |
| 13   | 8月5日   | 好鍾意返工         | 何雪瑩（城市研究者） 鄧鍵一（香港恒生大學社會科學系助理教授） 黃宇軒（香港中文大學通識課程講師） 曾仲堅（香港樹仁大學社會學系助理教授）                               | / | /        |
| 14   | 8月12日  | 步步為營智慧城     | 林緻茵（香港大學政治與公共行政學系哲學博士） 梁啟智（香港中文大學新聞與傳播學院客席講師）                                                                             | 葉蔭聰（嶺南大學文化研究系客座助理教授）                                                                     | /        |
| 15   | 8月18日  | 愛書才會贏         | 黃宇軒（香港中文大學通識課程講師） 何雪瑩（城市研究者） 鄧鍵一（香港恒生大學社會科學系助理教授）                                                                      | 李祖喬（香港恒生大學社會科學系講師）                                                                         | /        |
| 16   | 8月21日  | 科技創世紀         | 阮穎嫻（香港大學經管學院講師） 陳德廉（香港大學前經濟系專任導師） 陳智傑（香港恒生大學傳播學院副教授）                                                                | 陳文豪（香港教育大學科學與環境學系助理教授）                                                                 | /        |
| 17   | 8月26日  | 興科作浪           | 阮穎嫻（香港大學經管學院講師） 陳德廉（香港大學前經濟系專任導師） | 陳文豪（香港教育大學科學與環境學系助理教授） 陳志宏（紐約大學物理學博士）                                    | /        |
| 18   | 8月31日  | 心理測驗準唔准     | 陳濬靈（香港大學心理學系副教授） | / | /        |
| 19   | 9月3日   | 現代建築故事       | 鄧鍵一（香港恒生大學社會科學系助理教授） 黃宇軒（香港中文大學通識課程講師） 何雪瑩（城市研究者）                                                                      | 黎雋維（建築史學者）                                                                                         | /        |
| 20   | 9月8日   | 識人好過識字       | 何雪瑩（城市研究者） 鄧鍵一（香港恒生大學社會科學系助理教授） 黃宇軒（香港中文大學通識課程講師） 袁瑋熙（香港浸會大學政治及國際關係學系助理教授）                     | / | /        |

### 文學放得開 2021
《文學放得開 2021》（英語：Literature Night 2021），是香港電台製作的文化清談節目，於星期四播出。作家及香港文學館總策展人鄧小樺、作家米哈，聯同文學界好友，天南地北，暢談文學趣聞，拓濶觀眾對文學的視野。監製：羅志華。
| 集數 | 播映日期 | 主題                   | 主持                                                                       | 嘉賓                                                                                               | 收看節目                                                   |
| 1    | 5月27日  | 文學灣仔導賞團         | 鄧小樺（作家） 勞緯洛（作家）                                              | 鄭政恆（文化評論人） 劉偉成（作家）                                                                | YouTube （页面存档备份，存于） RTHK （页面存档备份，存于） |
| 2    | 6月3日   | 曖昧川端康成           | 米哈（作家） 甄拔濤（劇場導演/編劇） 勞緯洛（作家） 黃嘉瀛（藝術家）       | /                                                                                                  | YouTube （页面存档备份，存于） RTHK （页面存档备份，存于） |
| 3    | 6月10日  | 卡佛短篇人生           | 米哈（作家） 甄拔濤（劇場導演/編劇） 勞緯洛（作家）                        | 查映嵐（評論人）                                                                                   | YouTube （页面存档备份，存于） RTHK （页面存档备份，存于） |
| 4    | 6月17日  | 紅樓夢最惡             | 鄧小樺（作家） 黃嘉瀛（藝術家） 黃鈺螢（詩人） 張婉雯（作家）              | /                                                                                                  | YouTube （页面存档备份，存于） RTHK （页面存档备份，存于） |
| 5    | 6月24日  | 詩都好玩？             | 鄧小樺（作家）                                                             | 陳煒舜（香港中文大學中國語言及文學系副教授） 朱少璋（香港浸會大學語文中心高級講師） 黃鈺螢（詩人） | YouTube （页面存档备份，存于） RTHK （页面存档备份，存于） |
| 6    | 7月1日   | 村上春樹再襲擊         | 甄拔濤（劇場編劇/導演） 米哈（作家） 勞緯洛（作家） 黃鈺螢（詩人）         | /                                                                                                  | YouTube （页面存档备份，存于） RTHK （页面存档备份，存于） |
| 7    | 7月8日   | 旅行書單不孤單         | 米哈（作家） 鄧正健（文化評論人） 黃嘉瀛（藝術家） 甄拔濤（劇場導演/編劇） | /                                                                                                  |                                                            |
| 8    | 7月8日   | 紫釵記霍小玉           | 鄧小樺（作家）                                                             | 朱少璋（香港浸會大學語文中心高級講師） 鄧烱榕（文化人） 黃鈺螢（詩人）                             |                                                            |
| 9    | 7月15日  | 壯志難酬辛棄疾         | 鄧小樺（作家）                                                             | 張婉雯（作家） 陳煒舜（香港中文大學中國語言及文學系副教授） 譚家齊（香港浸會大學歷史系副教授）     |                                                            |
| 10   | 7月15日  | 療癒之書               | 鄧小樺（作家） 米哈（作家） 鄧烱榕（文化人） 甄拔濤（劇場導演/編劇）       | /                                                                                                  |                                                            |
| 11   | 7月23日  | 笑傲江湖不敗           | 鄧小樺（作家） 黃嘉瀛（藝術家） 鄧烱榕（文化人）                           | 鄭政恆（文化評論人）                                                                               |                                                            |
| 12   | 7月30日  | 香江花月夜             | 鄧小樺（作家） 黃嘉瀛（藝術家）                                            | 葉曉文（作家） 盧樂謙（藝術家）                                                                    |                                                            |
| 13   | 8月6日   | 怪誕愛倫坡             | 米哈（作家） 鄧正健（文化評論人） 鄧烱榕（文化人）                         | 紅眼（作家）                                                                                       |                                                            |
| 14   | 8月13日  | 山系文學               | 米哈（作家） 鄧正健（文化評論人）                                          | 葉曉文（作家） 張婉雯（作家）                                                                      |                                                            |
| 15   | 8月19日  | 史提芬京不驚           | 米哈（作家）                                                               | 紅眼（作家） 鄧烱榕（文化人） 黃鈺螢（詩人）                                                       |                                                            |
| 16   | 8月24日  | 比悲傷更悲傷的莎士比亞 | 甄拔濤（劇場導演/編劇） 鄧正健（文化評論人） 黃鈺螢（詩人） 米哈（作家）   | /                                                                                                  |                                                            |
| 17   | 8月27日  | 莎翁愛的故事           | 甄拔濤（劇場導演/編劇） 米哈（作家） 鄧正健（文化評論人） 黃鈺螢（詩人）   | /                                                                                                  |                                                            |
| 18   | 9月1日   | 真真假假只要相信它     | 米哈（作家） 洛楓（作家） 勞緯洛（作家） 黃嘉瀛（藝術家）                  | /                                                                                                  |                                                            |
| 19   | 9月4日   | 包法利夫人             | 鄧小樺（作家） 米哈（作家） 黃鈺螢（詩人） 黃嘉瀛（藝術家）                | /                                                                                                  |                                                            |

### 真係好科學 2021
《真係好科學 2021》（英語：Science Night 2021），是香港電台製作的文化清談節目，於星期五播出。一眾學人致力科學普及化，由宇宙起源到探究未來，將上下而求索。監製：陳彩霞。
| 集數 | 播映日期 | 主題           | 主持 | 嘉賓                               | 收看節目 |
| 1    | 5月28日  | 黑洞深度遊     | 麥嘉慧（香港科技大學化學博士） 馬學綸（香港中文大學微生物學博士） 陳文豪（香港教育大學科學與環境學系助理教授） 余海峯（馬克斯普朗克地外物理研究所天體物理學博士）                        | /                                  | /        |
| 2    | 6月4日   | 忘記你我做不到 | 陳志宏（紐約大學物理學博士） 麥嘉慧（香港科技大學化學博士） 馬學綸（香港中文大學微生物學博士） 司徒偉文（香港中文大學計算機科學與工程博士）                                              | /                                  | /        |
| 3    | 6月11日  | 疫苗面面觀     | 陳志宏（紐約大學物理學博士） 麥嘉慧（香港科技大學化學博士） 吳家亮（香港中文大學分子生物技術學博士） 張恆鏘（香港中文大學生物化學博士）                                                  | /                                  | /        |
| 4    | 6月18日  | 萬事有熵量     | 陳志宏（紐約大學物理學博士） 馬學綸（香港中文大學微生物學博士） 陳文豪（香港教育大學科學與環境學系助理教授） 余海峯（馬克斯普朗克地外物理研究所天體物理學博士）                          | /                                  | /        |
| 5    | 6月25日  | 學人講口齒     | 麥嘉慧（香港科技大學化學博士） 李衍蒨（法醫人類學家） 吳家亮（香港中文大學分子生物技術學博士） 司徒偉文（香港中文大學計算機科學與工程博士）                                              | /                                  | /        |
| 6    | 7月2日   | 基因剪深啲     | 陳志宏（紐約大學物理學博士） 李明（香港中文大學生物化學博士） 馬學綸（香港中文大學微生物學博士） 吳家亮（香港中文大學分子生物技術學博士）.                                               | /                                  | /        |
| 7    | 7月9日   | 伽瑪射線爆發   | 陳志宏（紐約大學物理學博士） 陳文豪（香港教育大學科學與環境學系助理教授） 余海峯（馬克斯普朗克地外物理研究所天體物理學博士）                                                             | /                                  | /        |
| 8    | 7月9日   | 暗黑醫學       | 馬學綸（香港中文大學微生物學博士） 李衍蒨（法醫人類學家） 王建鈞（香港中文大學生物化學博士） 吳家亮（香港中文大學分子生物技術學博士）                                                    | 梁寶建（香港中文大學物理學系講師） | /        |
| 9    | 7月16日  | 傷心星期五     | 陳志宏（紐約大學物理學博士） 馬學綸（香港中文大學微生物學博士） 麥嘉慧（香港科技大學化學博士） 余海峯（馬克斯普朗克地外物理研究所天體物理學博士）                                        | /                                  | /        |
| 10   | 7月16日  | 凝視死亡       | 陳志宏（紐約大學物理學博士） 馬學綸（香港中文大學微生物學博士） 吳家亮（香港中文大學分子生物技術學博士） 張恆鏘（香港中文大學生物化學博士）                                              | /                                  | /        |
| 11   | 7月24日  | 香港化石四億年 | 陳志宏（紐約大學物理學博士） 馬學綸（香港中文大學微生物學博士） 江啟明（新南威爾斯大學機電工程學博士）                                                                                   | /                                  | /        |
| 12   | 7月31日  | 太陽好，Hi     | 陳志宏（紐約大學物理學博士） 陳文豪（香港教育大學科學與環境學系助理教授） 余海峯（馬克斯普朗克地外物理研究所天體物理學博士）                                                             | 龍德駿（古生物化石工作者）         | /        |
| 13   | 8月7日   | 風花說月       | 陳志宏（紐約大學物理學博士） 馬學綸（香港中文大學微生物學博士） 吳家亮（香港中文大學分子生物技術學博士） 余海峯（馬克斯普朗克地外物理研究所天體物理學博士）                              | 梁寶建（香港中文大學物理學系講師） | /        |
| 14   | 8月14日  | 圖靈之靈       | 陳志宏（紐約大學物理學博士） 江啟明（新南威爾斯大學機電工程學博士） 盧駿揚（香港中文大學分子生物技術學博士） 司徒偉文（香港中文大學計算機科學與工程博士）                                | /                                  | /        |
| 15   | 8月20日  | 聽到都痛       | 麥嘉慧（香港科技大學化學博士） 李衍蒨（法醫人類學及鑑證科學研究碩士） 馬學綸（香港中文大學微生物學博士） 余海峯（馬克斯普朗克地外物理研究所天體物理學博士）                              | /                                  | /        |
| 16   | 8月25日  | 欲知後事如何   | 麥嘉慧（香港科技大學化學博士） 馬學綸（香港中文大學微生物學博士） 李衍蒨（法醫人類學家） 余海峯（馬克斯普朗克地外物理研究所天體物理學博士）                                              | /                                  | /        |
| 17   | 8月28日  | 酵母太忙       | 麥嘉慧（香港科技大學化學博士） 李明（香港中文大學生物化學博士） 王建鈞（香港中文大學生物化學博士） 馬學綸（香港中文大學微生物學博士） 余海峯（馬克斯普朗克地外物理研究所天體物理學博士） | /                                  | /        |
| 18   | 9月2日   | 人體噢！妙展   | 麥嘉慧（香港科技大學化學博士） 馬學綸（香港中文大學微生物學博士） 吳家亮（香港中文大學分子生物技術學博士） 李明（香港中文大學生物化學博士）                                              | /                                  | /        |
| 19   | 9月7日   | 整形整型啲     | 陳志宏（紐約大學物理學博士） 麥嘉慧（香港科技大學化學博士） 李明（香港中文大學生物化學博士） 李衍蒨（法醫人類學家）                                                                      | /                                  | /        |
| 20   | 9月9日   | 天地有藍兒     | 陳志宏（紐約大學物理學博士） 麥嘉慧（香港科技大學化學博士） 馬學綸（香港中文大學微生物學博士） 李衍蒨（法醫人類學家）                                                                    | /                                  | /        |
| 21   | 9月10日  | 衰老傳說       | 陳志宏（紐約大學物理學博士） 麥嘉慧（香港科技大學化學博士） 馬學綸（香港中文大學微生物學博士） 吳家亮（香港中文大學分子生物技術學博士）                                                  | /                                  | /        |
| 22   | 9月11日  | 蛋白好物理     | 陳志宏（紐約大學物理學博士） 麥嘉慧（香港科技大學化學博士） 馬學綸（香港中文大學微生物學博士） 吳家亮（香港中文大學分子生物技術學博士）                                                  | /                                  | /        |
| 23   | 9月14日  | 脊骨的前世今生 | 陳志宏（紐約大學物理學博士） 李衍蒨（法醫人類學家） 吳家亮（香港中文大學分子生物技術學博士）                                                                                             | 龍德駿（古生物化石工作者）         | /        |

## 被高層要求停止製作
2021年3月29日，消息指香港電台管理層和處長李百全要求將節目製作暫停，直至管理層通過審批。目前「真係好科學」已錄影4集，部分主題已開拍3至4集。而「哲學有偈傾」新一季已拍了4至5集。內部流傳管理層形容節目是「黃絲大本營」。在《五夜講場——文學放得開》參與主持兩年的鄧正健對節目被暫停感到憤怒，形容是「政權容不下清談節目，不是他們專制，而是他們害怕。」，認為「他們也確是廢到，連丁點輿論空間的不敢容下」；而主持《五夜講場：學人串社科》中大新聞與傳播學院客席講師梁啟智指「香港有此節目難能可貴」。
2021年6月28日，《五夜講場》的嘉賓主持梁啟智表示收到通知，原定在港台錄影《五夜講場》亦被中止，他認為事件與過去一段日子香港傳媒受到衝擊有關。由2017年開始擔任《五夜講場－文學放得開》主持的作家鄧小樺，對製作被終止感到悲觀及不舒服。她批評港台處理手法沒有邏輯和不考慮民意，形容「不是香港人習慣的方式」。而《五夜講場－學人串社科》主持，香港大學經管學院講師阮穎嫻認為節目停播是她預期之內，認為此節目較難吸引廣告，其他電視台難有此類型節目。不過她同時指出部分集數在社交平台的觀看次數多達過百萬次，認為是優勝很多電視電台節目。
香港電台節目製作人員工會指若消息屬實，擔心香港電台再容不下與文學、哲學與歷史有關的學術討論節目，形同是「思想有罪」。此舉動不但是不符合港台和公眾利益，更形容為摧毁獲得公眾認同的品牌。

## 資料來源
1. ↑  . 香港01. 2019-07-24  [2020-01-05]. （原始内容存档于2020-10-27）.
2. ↑  . 明報. 2021-06-28  [2021-06-30]. （原始内容存档于2021-06-29）.
3. ↑  . app3.rthk.hk.   [2019-07-02]. （原始内容存档于2018-03-29） （中文（繁體））.
4. ↑  . www.facebook.com.   [2019-07-02] （中文（简体））.
5. ↑  . 香港電台網站. 2018-03-23  [2020-08-23]. （原始内容存档于2018-03-29） （中文（香港））.
6. ↑  . 香港電台.   [2020-11-22]. （原始内容存档于2020-11-29）.
7. ↑  .   [2019-07-09]. （原始内容存档于2019-07-09）.
8. ↑  . 香港電台網站：電視.   [2020-08-24] （中文（香港））.
9. ↑  . 香港電台網站：電視.   [2020-08-24] （中文（香港））.
10. ↑  . 香港電台網站：電視.   [2020-08-24] （中文（香港））.[]
11. ↑  . 香港電台網站：電視.   [2020-08-25] （中文（香港））.
12. ↑  . 香港電台網站：電視.   [2020-08-23] （中文（香港））.
13. ↑  ,   [2020-03-27] （中文（简体））
14. ↑  . 香港電台.   [2020-12-02]. （原始内容存档于2021-07-03）.
15. ↑  . 香港電台.   [2021-07-06]. （原始内容存档于2021-07-11）.
16. ↑  . 香港電台.   [2021-07-06]. （原始内容存档于2021-07-11）.
17. ↑  . 香港電台.   [2021-07-06]. （原始内容存档于2021-07-11）.
18. ↑  . 香港電台.   [2021-07-06]. （原始内容存档于2021-07-11）.
19. ↑  . 香港電台.   [2021-07-06]. （原始内容存档于2021-07-16）.
20. ↑  . 立場新聞. 2021-03-29  [2021-03-29]. （原始内容存档于2021-04-09）.
21. ↑  . 蘋果日報. 2021-03-29  [2021-03-29]. （原始内容存档于2021-03-29）.
22. ↑  . 香港電台. 2021-06-29  [2021-06-30]. （原始内容存档于2021-06-29）.
23. ↑  . 立場新聞. 2021-06-28  [2021-06-30]. （原始内容存档于2021-06-28）.

## 外部連結
- 五夜講場／哲學 歷史 社科 文學 科學的Facebook專頁